# Ninove-Waverstelling

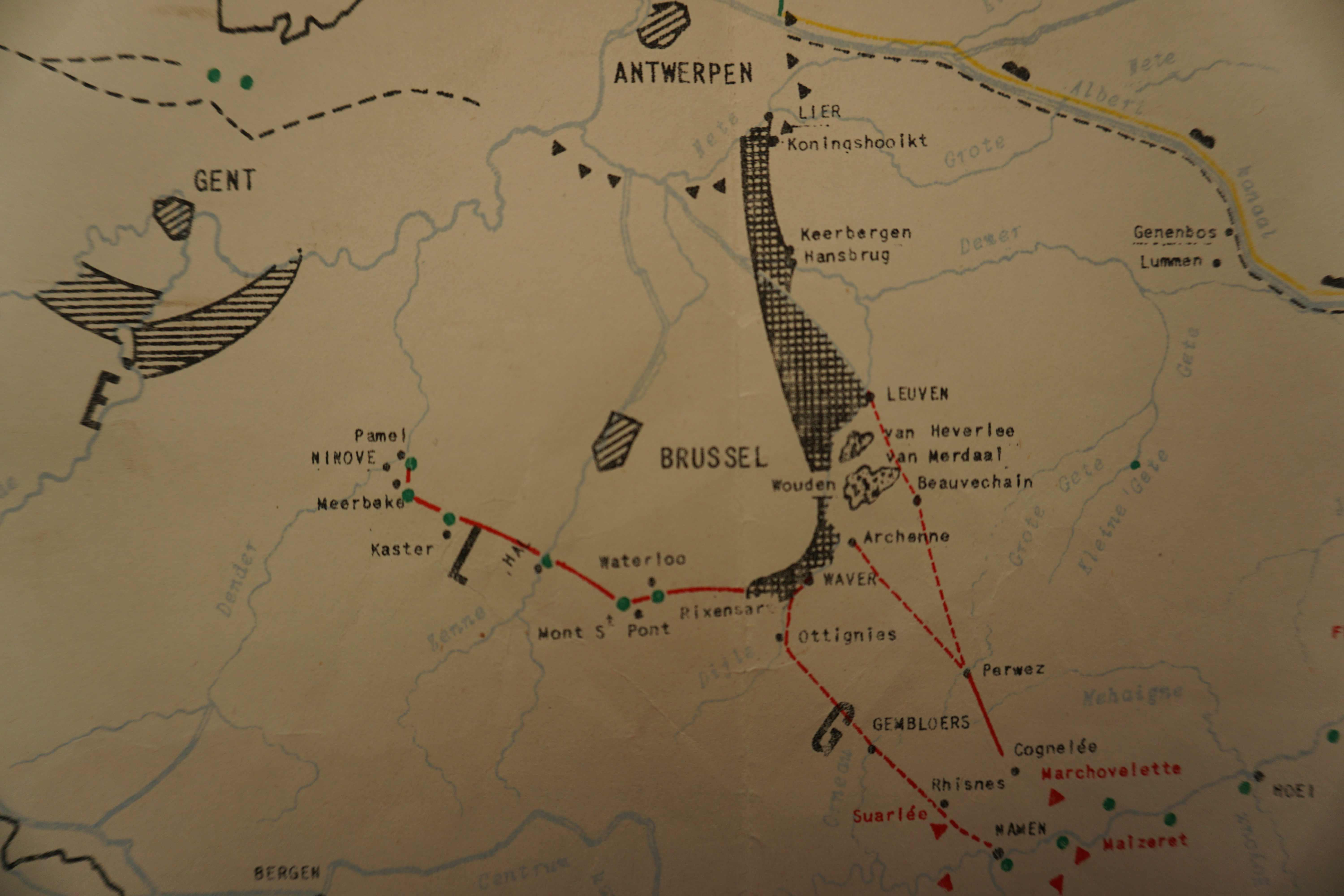
Detail van de zuidelijke aftakking tussen Ninove en Waver van de KW-stelling. Kaart uit 1958.

De verdedigingslijn Ninove-Waver is een zuidelijke aftakking van de KW-stelling en had als doel het neutrale België, met in het bijzonder Brussel, te beschermen tegen aanvallen vanuit Frankrijk. Zo zette België door de constructie van de aftakking in 1939 zijn status van neutraliteit kracht bij. De KW-stelling had immers als primair doel het Belgisch grondgebied tegen aanvallen vanuit Duitsland te beschermen.

## Opzet van de linie

### Een instrument in de neutraliteitspolitiek
Sedert 1936 voerde België een neutraliteitspolitiek en ondanks het feit dat in 1937 de Belgische regering zowel Parijs, Londen als Berlijn had laten weten dat het "nationaal territorium tot het uiterste zou worden verdedigd tegen om het even wie".
Om de neutraliteit van het land aan de Duitsers te bewijzen – die er echter geen geloof aan hechtten –, werd vanaf einde 1938 aan de K.W.-linie een tegen Frankrijk gerichte aftakking toegevoegd van Waver tot Ninove. De linie bestond uit oorspronkelijk uit 48 kringstellingen van kleine bunkers, Cointet-elementen, ingeheide spoorstaven, tetraëders, loopgraven en prikkeldraadversperringen. In 2020 zijn nog 4 van de 9 bunkers in Waterloo, 4 van 4 bunkers in Eigenbrakel, 6 van de 8 bunkers in Halle, acht in Kester (Gooik) 3 van de 5 bunkers in Meerbeke (Ninove) en vier in Pamel (Roosdaal)bewaard. De stelling sloot aan op de KW-linie te Waver, maar bij zijn aanbesteding was er enkel sprake van Waterloo-Halle-Ninove. Deze aftakking van de beruchte KW-linie heeft echter nooit dienstgedaan, en werd al snel na de inval van het Duitse leger in mei 1940 ontmanteld.  Opvallend is dat in de archieven als eindpunt van deze aftakking ("pour la couverture de Bruxelles") steeds Ninove aangegeven wordt hoewel dit punt volledig op Pamels grondgebied gelegen is (tot aan de Dender); in Duitse archieven wordt niet enkel de aftakking, maar de hele K.W.-linie "der Brüsseler Ring" genoemd.

### Beschrijving van de linie
De Ninove-Waverstelling maakte met de KW-stelling deel uit van het viertraps-verdedigingssysteem zoals dat door de Belgische legerleiding in de jaren '30 was uitgewerkt:
1. De alarmstelling: haar opdracht bestond er in elke grensschending mee te delen aan het algemeen hoofdkwartier en zich vervolgens terug te trekken na bepaalde vernielingen uitgevoerd te hebben.
2. De vooruitgeschoven stelling: haar voornaamste opdracht was de hoofdwegen te versperren of te vernielen. Deze bevond zich langs de grenzen met Nederland en Duitsland, te beginnen ten noorden van Antwerpen tot Aarlen via Maaseik.
3. De dekkingsstelling. Ze was westwaarts gelegen, 210 km lang en bestond uit de versterkte stelling Antwerpen (met forten en anti-tankgrachten), de Albertkanaalstelling, de versterkte stelling Luik, gemoderniseerd en versterkt door 4 nieuwe forten, waaronder dat van Eben-Emael, de Maasstelling en de versterkte stelling Namen. Achter deze dekkingsstelling, vooral achter het Albertkanaal waarlangs de hoofdmacht van het leger, 14 divisies, opgesteld was, hoopte het opperbevel alle aanvallen te kunnen weerstaan tot de komst van de geallieerde legers.
4. De hoofdverdedigingslinie of de weerstandslinie - die het voordeel had veel korter te zijn - verder in het binnenland, verdeelde het land in tweeën en liep van Antwerpen via Waver tot aan de vesting Namen. Voor een klein land als België was het aanleggen van de K(oningshooikt)-W(aver) linie een hele prestatie.

De ruggengraat van de linie waren de paar tientallen kleine bunkers die naar het westen werden beschermd tegen tanks door een doorlopende hindernis samengesteld uit Cointetelementen, d.w.z. stalen hekkens die op rollen verplaatst konden worden, doch eens naast elkaar verankerd en bestreken door de wapens uit de abri's fungeerden als een "IJzeren Muur", tientallen kilometers lang doorheen het landschap.

#### Bezetting van de bunkers
De bezetting van een kleine bunker bestond uit 7 man: een sergeant (de sectieoverste), 2 korporaals en 4 soldaten, dus 3 man per mitrailleur: een chef, een schutter en een lader en de sectiechef, gewoonlijk een sergeant. Overdag, in vredestijd, bleven er 3 manschappen binnen en 3 buiten in de loopgrachten. 's Nachts waren er steeds 3 van wacht: 1 binnen en 2 buiten.

## Bouw van de bunkers

#### De onteigening van de terreinen
Vooraleer met de bouw van de bunkers begonnen kon worden, werden eerst de nodige terreinen onteigend. In het Belgisch staatsblad van 16 maart 1939 luidt het als volgt: "Bij K-B. nr. 2446 van 7 februari 1939 wordt er vastgesteld dat onroerende goederen, gelegen op het grondgebied van de gemeente Pamel ten algemenen nutte onmiddellijk in bezit dienen genomen". In Pamel waren de onteigenden:
- Mevrouw Claire Jeanne Van Tieghem de ten Berghe, douairière van de Heer Baron Albert-Charles Kervijn d' Oud Mooreghem, verblijvend in Heusden (0.-VL.): zij moest 4 aren afstaan en een doorlopend doorgangsrecht van 2m breedte en 140m lengte. (Erfdienstbaarheid) (akte 21 maart 1939; bunker nr. 6)
- Jozef, Gerard en Victor De Koninck (Koestraat): 3 aren en een doorgangsrecht van 2 m breedte en 126 m lengte (akte 23 maart 1939; bunker nr. 7)
- Remi Van Havermaet (Kamstraat): 3 aren en een doorgangsrecht van 2 m breedte en 60 m lengte. ( akte 23 maart 1939; bunker nr. 8)
- P.V.B.A. Société Familiale de Kerckhove-Borluut: 3 aren en doorgangsrecht van 2 m breedte en 14 m lengte. (akte 7 maart; bunker nr. 9)

Voor Meerbeke gold het koninklijk besluit 2440 van 4 februari 1939; hier werden 5 terreinen onteigend. De vergoeding bedroeg 1000 fr. per are.
Op 1 maart 1939 (dus nog voor de akten opgesteld waren) vond in Namen de aanbesteding plaats voor de bouw van 9 bunkers: 4 in Pamel en 5 in Meerbeke. Er waren 16 inschrijvingen. De Luikse aannemer Carpeaux deed het laagste bod met 1 273 415,93 fr. Zijn dichtste concurrent, een firma uit Merksem, was slechts 114,82 fr. duurder. Daar de raming van het leger 1 427 192,81 fr. bedroeg was zijn bod dus 153 776,88 fr. lager. Later, op 24 augustus 1939 bleek de eindafrekening toch 36 .470,87 fr. hoger te liggen zodat ze 1 309 886,80fr. bedroeg.

#### De aanbesteding
De richtlijnen in de aanbesteding waren zeer streng; ze hadden niet enkel betrekking op het werk en de materialen maar ook op de persoon van de aannemer zelf, zijn werknemers en het personeel dat hij eventueel ter plaatse zou aanwerven. Zo moest hij bij de aanwerving van zijn arbeiders de voorkeur geven aan oorlogsinvaliden en oud-strijders. Ook zijn nationaliteit en die van het personeel moest hij bekend maken; voor de materialen die hij gebruikte moest hij het land van herkomst aangeven. Voor de 9 bunkers mocht de termijn de 50 werkdagen voor het grof werk en de 25 werkdagen voor de voltooiing (de tijd voor de verharding van het beton niet inbegrepen) niet overschrijden. Was de aannemer vooruit op de afwerking, dan kreeg hij een premie van 3000 fr. per dag. Bepaalde materialen mochten alleen door de Belgische staat geleverd worden: deuren, rekken en affuiten. Ze werden geleverd in het station van Ninove van waar de aannemer het vervoer ervan zelf moest voorzien.
De bouw van de bunkers moet begonnen zijn omstreeks 15 maart 1939 want op 15/2/39 krijgt de rijkswachtbrigade van Ninove de opdracht de bouwwerf vanaf 15 maart 1939 te bewaken. Op 1 augustus echter krijgt de Ninoofse brigade het bericht dat de bewaking rond de bunkers niet meer nodig is vanaf 5 augustus; van nu af is dit de taak van het leger. Vanaf 12 juni 1939 was de 6de infanteriedivisie verantwoordelijk voor het onderhoud van de bunkers, wat erop wijst dat tegen deze datum verschillende constructies reeds voltooid waren.

### Algemeen constructieopzet

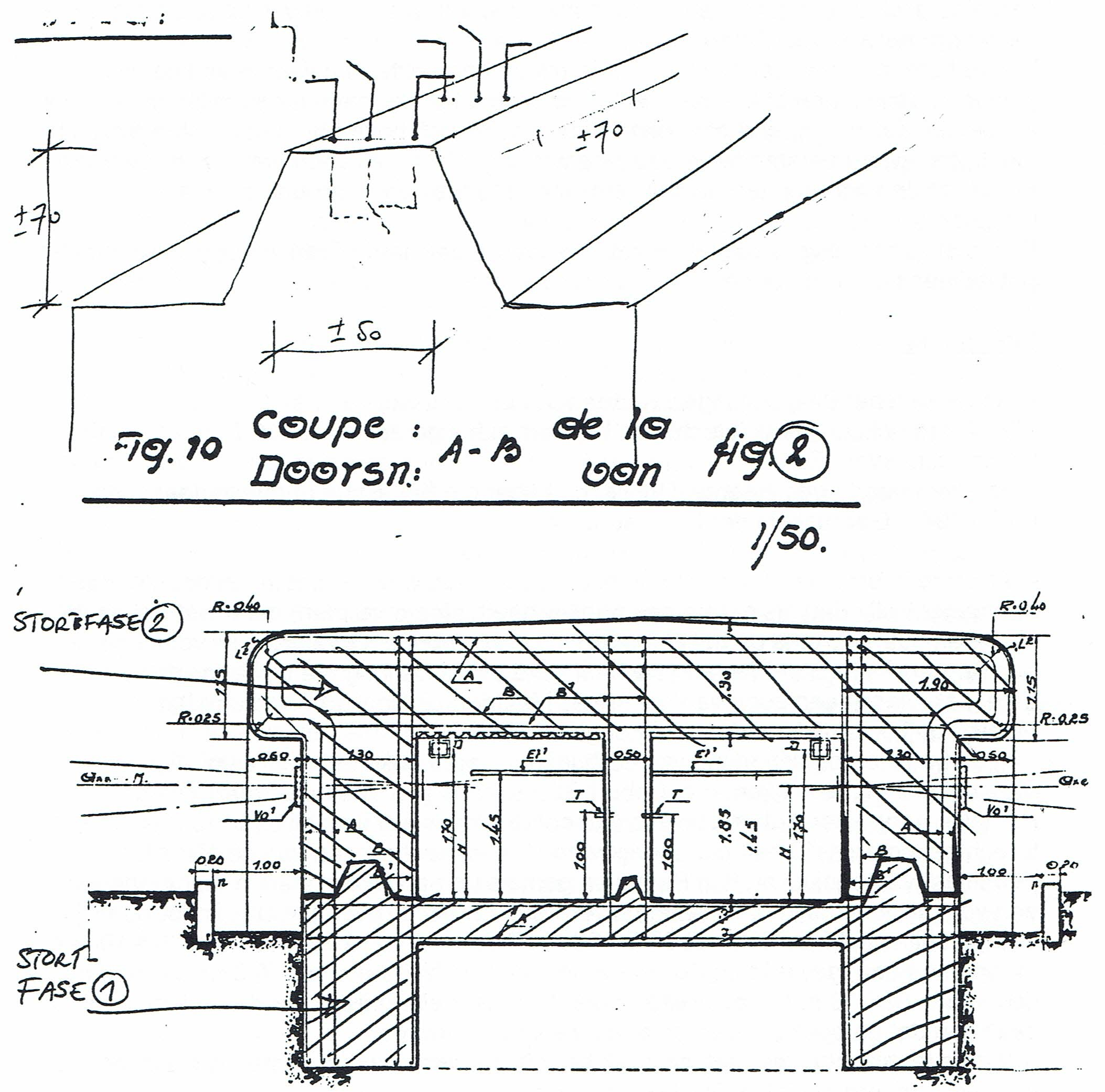
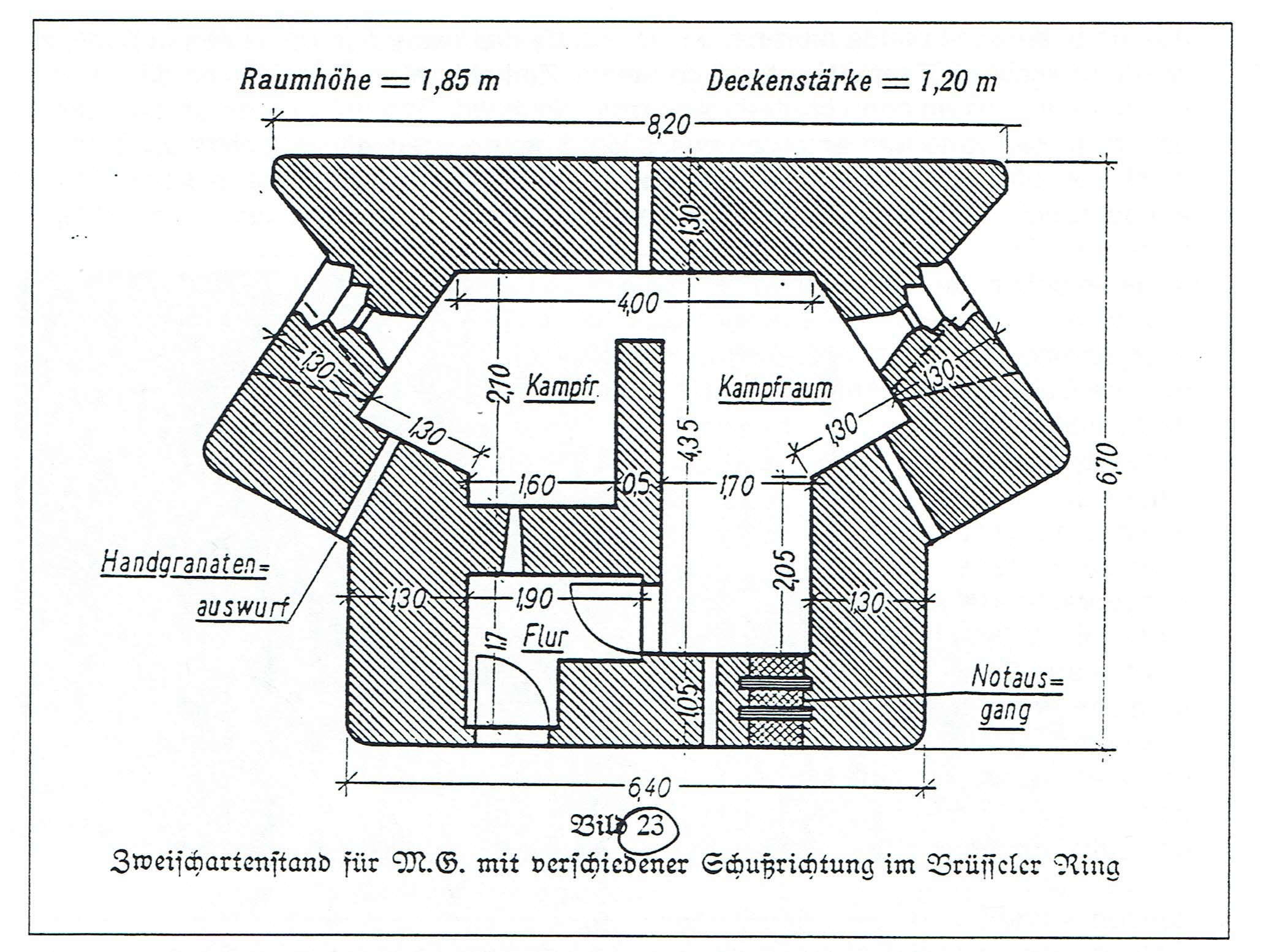
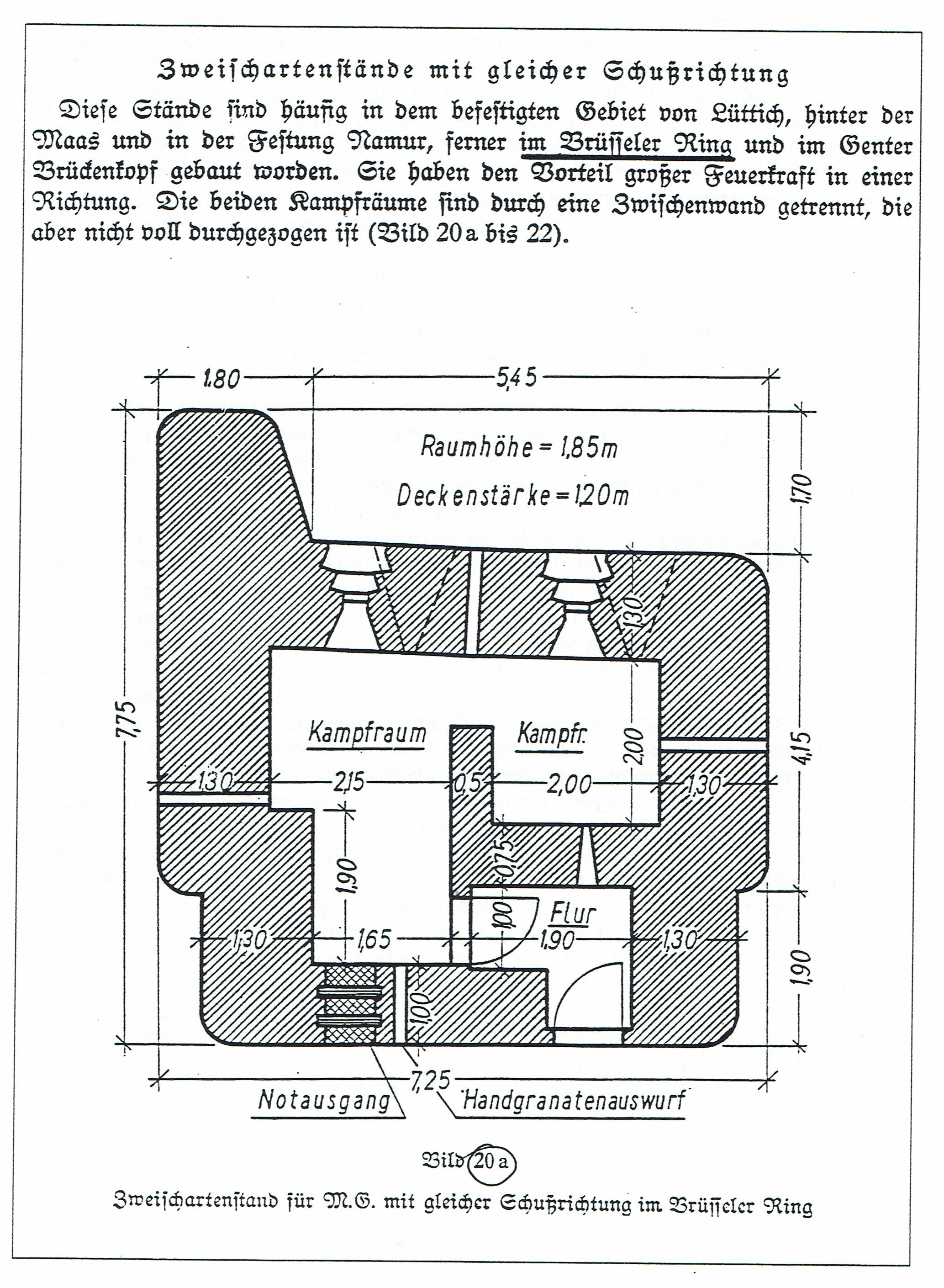
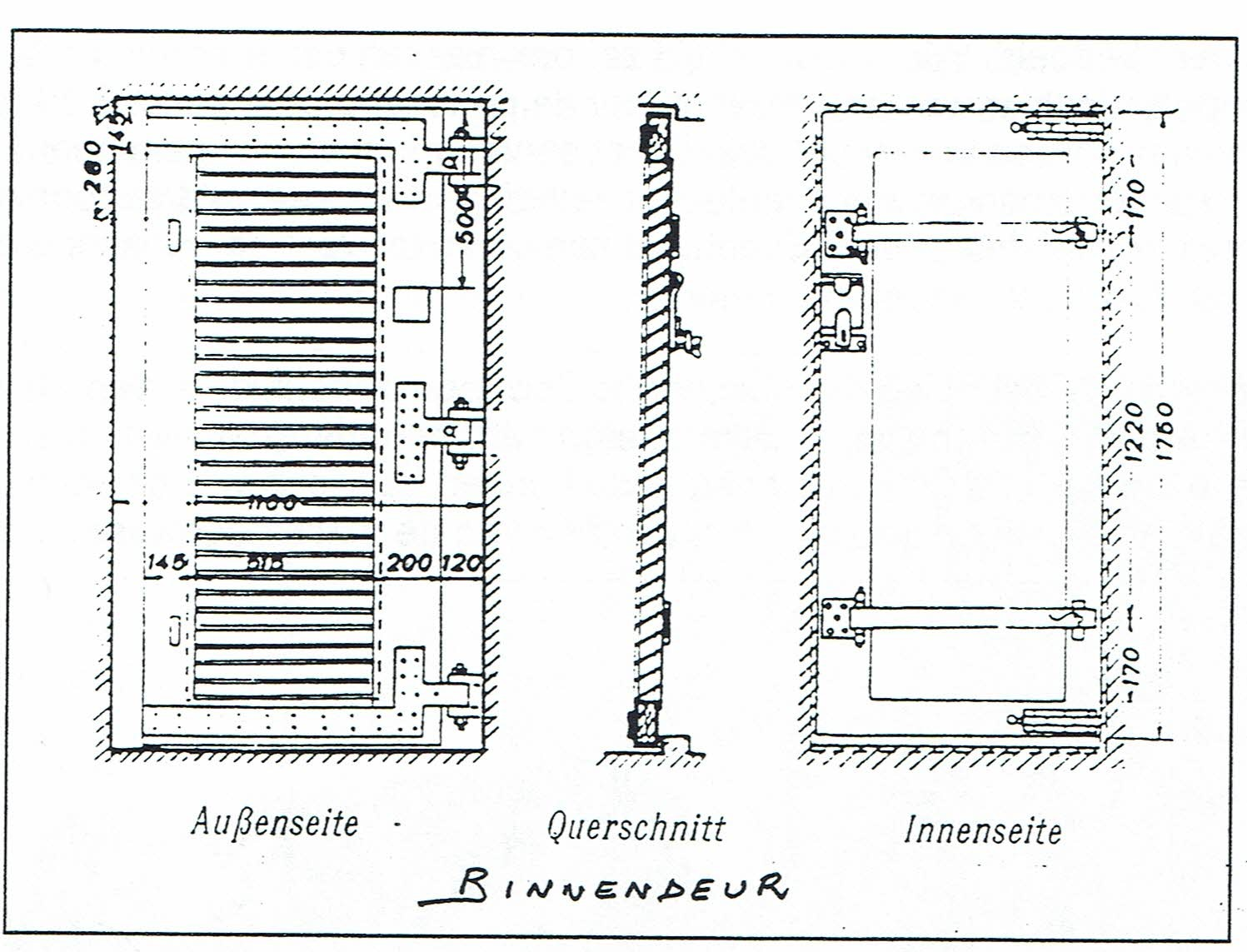

De dikte van het plafond en de muren bedraagt 1, 30 m. Dit was in combinatie met funderingen van 2 meter diep voldoende om een ononderbroken beschieting met granaten van 150 mm en afzonderlijke inslagen (des coups isolés) van granaten van 220 mm te weerstaan. Als uitgangspunt gebruikte men het plan van de abri nr. 2 in Kester en berekende dat men voor het bunkertype, dat bestand moest zijn tegen granaten van 220 mm (type 2) 223 m3 beton nodig had; voor het type (type 1), dat enkel bestand tegen granaten van 150 mm was, was er slechts 195 m' nodig, wat dus een verschil van 28 rri3 maakte. Dat verschil van 28 m3 gold voor alle bunkers wat met een betonprijs van 800 fr. per m3  een aanzienlijk verschil maakte. Daarbij kwam nog dat voor type 2 twee binnendeuren nodig waren en voor type 1 slechts één; zo'n deur kostte 2000fr. Een derde probleem was dat men voor type 2 de 2 ruimten waarin een machinegeweer opgesteld was, volledig door een binnenmuur gescheiden wilde houden. De bedoeling was natuurlijk dat, indien een voltreffer een van beide geschutsruimten zou uitschakelen, de andere intact zou kunnen blijven. Voor type 1 was er ook een scheidingsmuur voorzien, maar die liep niet door: er bleef een opening tussen beide ruimten. De volledige scheiding van beide ruimten (type 2) had dus voordelen, maar ze had dan weer nadelen voor de bevelvoerende onderofficier: er was geen direct contact tussen beide ruimten mogelijk. Om van de ene geschutsruimte naar de andere te gaan moest de sectieoverste via de buitendeur van de ene ruimte de buitendeur van de andere ruimte openen. Op dat ogenblik was hij een schietschijf voor de vijand. Voor type 1 was dat dus niet het geval en dus besliste men op 16 januari 1939 om over te gaan tot de keuze voor dat type bij de constructie van de bunkers in Pamel en Meerbeke.
Van elektriciteit was er toen nog geen sprake. Petroleumlampen zorgden voor wat schaars licht.

Elke bunker had 2 deuren. De buitenste deur was een eenvoudige getraliede deur, aan de binnenkant bekleed met een dunne metalen plaat. De binnendeur vormde met de buitendeur een sas en sloot dus de geschutsruimte af. Ze bestond uit een eiken kader met een 5 mm dikke metalen bekleding. Voor de luchtverversing was ze voorzien van vaste blinden (= jaloezieën) en aan de binnenzijde was ze eveneens afgedekt met een 5 mm dikke stalen plaat; ze kon dus nauwelijks als een gepantserde deur beschouwd worden. 

#### Camouflage van de bunkers
Aan de buitenkant zijn de muren van de bunkers bekleed met de merkwaardige cementen noppen; ze werden "eitjes" of "Tiroler tepeltjes" genoemd. Ze hebben een dikte van 3 cm gemiddeld en moesten een soort bladerenscherm voorstellen. Daarom werden ze overigens ook in stroken van zwart en groen geschilderd (nu nog gedeeltelijk zichtbaar). Het bleek een inlandse camouflage-uitvinding te zijn die van onderen naar boven werd aangebracht. De vorm zelf werd in de verse cementspecie gedrukt met een soort lepel.
Later werd dit systeem ook in het buitenland overgenomen, o.m. door de Duitsers op de Atlantikwal. Alleen op het dak van de abri's werd eigenaardig genoeg geen camouflage aangebracht. Het bleef glad. Wel werden aan de rand van het dak haken (telkens 16) ingewerkt waaraan dan camouflagenetten vastgehecht konden worden. Ontsnappen was enkel mogelijk via een nooduitgang die in een van de bovenruimten was aangebracht. Het was een nauwe pijp, 60 x 60 cm met vier verticale sleuven - telkens 2 tegenover elkaar - waarin stalen balkjes werden neergelaten. Langs buiten was de pijp onzichtbaar want er was een muurtje van een halve baksteen opgetrokken dat van binnenuit vrij gemakkelijk weggeslagen kon worden. Ook dit muurtje was aan de buitenkant bekleed met die Tiroler tepeltjes. Er was dus helemaal geen verschil met de rest van de buitenmuur. Om dat muurtje stuk te slaan waren er twee houten balkjes met handvat en 10 cm breed, 5 cm dik en 90 cm lang beschikbaar. Zolang ze niet gebruikt werden, zaten ze in de horizontale sleuf boven telkens 2 verticale sleuven aan dezelfde kant van de pijp.

#### Verdediging van de bunkers

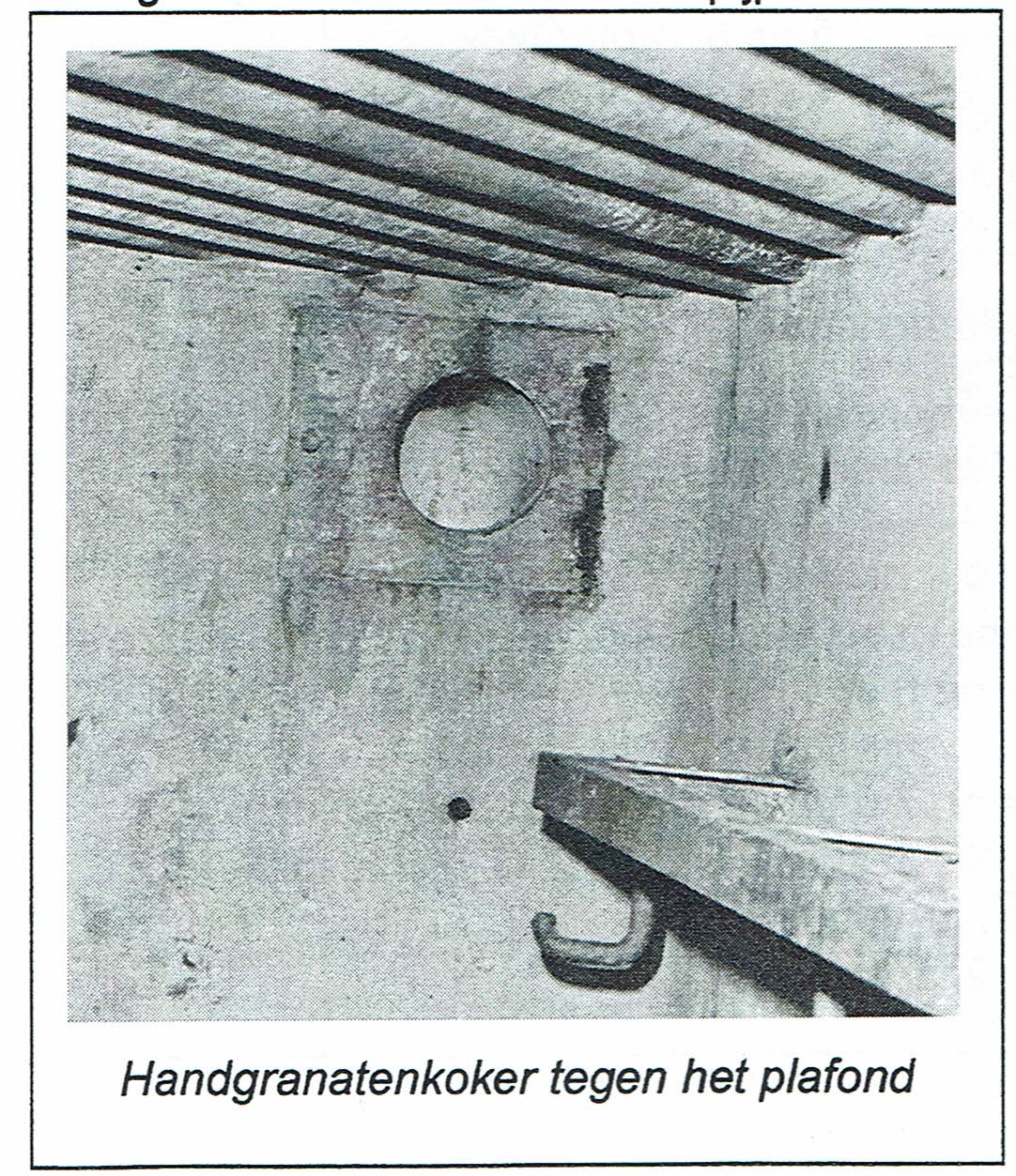
Handgranatenkoker (Bron: Herman Van Herreweghen, ’Het interbellum en Wereldoorlog II in Pamel en OLV-Lombeek’)

Elke bunker had vier speciaal afgeschermde kokers om handgranaten naar buiten te laten rollen; het gat binnen is tegen het plafond, het gat buiten net boven de grond. Ze konden ook dienen voor de luchtverversing al waren ze daarvoor eigenlijk niet bedoeld. Op het dak staat een klein koepeltje: hier was de opening voor de periscoop. Hij kon tot 2,30 m hoog uitgeschoven worden boven het dak. De observator kon via die periscoop de omgeving waarnemen en zijn eventuele bevindingen via een veldtelefoon aan zijn rechtstreekse chef doorgeven. Eventueel kon de koker voor de periscoop ook gebruikt worden om fusees te lanceren.
Van binnen was het dak extra beschermd door een geribbelde stalen plaat die moest voorkomen dat bij beschieting stukken beton naar beneden kwamen. In een van de bunkers, nl. in nr. ni8, zie je nog binnen in de bunker, vóór een van de schietgaten een onderdeel van de stalen draagvoeten van een van de machinegeweren.
De uitsprongen van de echte schietgaten waren gedeeltelijk met hout bekleed om de manschappen tegen betonsplinters te beschermen. De bunkers waren bewapend met  zware machinegeweren en mitrailleurs.

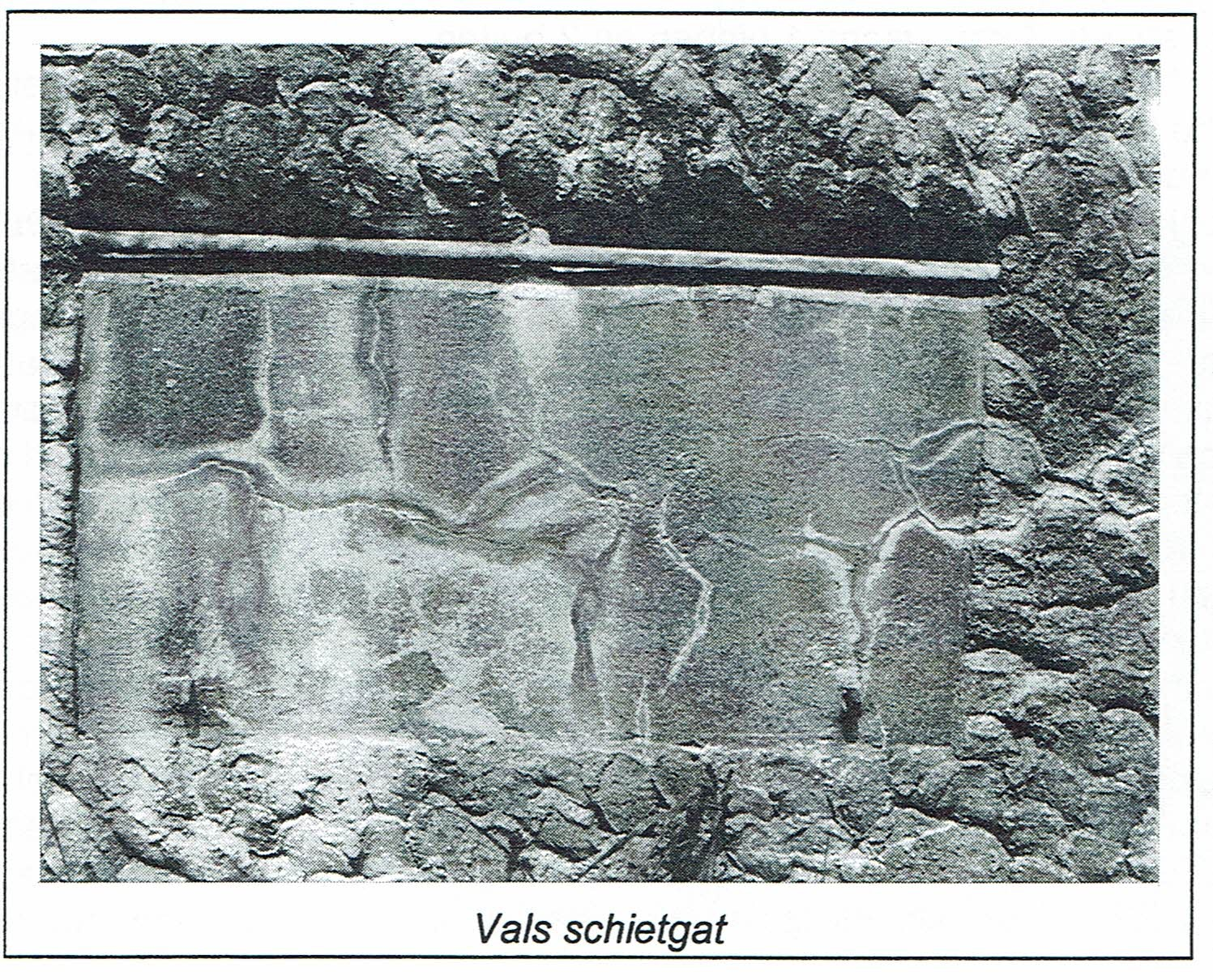
Vals schietgat (Bron: Herman Van Herreweghen, ’Het interbellum en Wereldoorlog II in Pamel en OLV-Lombeek’)

De zware Maxim-mitrailleur was een automatisch wapen dat steunde op een sledeaffuit en een spilsteun. De loop kon lichtjes overlangs bewegen hetgeen het aanvoeren van de patronen mogelijk maakte terwijl door de terugloop van het kulasmechanisme het laden automatisch geschiedde. Men kon er schot voor schot en onafgebroken automatisch - 400 schoten per minuut - mee vuren. Dit wapen werkte met waterkoeling (4 liter). Bij vorst moest er glycerine aan toegevoegd worden. Het had een lengte van 1,200m, woog, met water, 21 kg 650 en had een laadband van 250 patronen van kaliber 7.65 mm. Het lichte mitrailleurgeweer was een MG 1930, model Browning. Het was een automatisch wapen dat een deel der gassen benuttigde. De patronen (ook kaliber 7.65 mm) werden aangevoerd door middel van patroonhouders die 20 patronen bevatten. Met dit wapen kon schot voor schot en ook automatisch, met of zonder vertrager, gevuurd worden. De vuursnelheid (snelvuur) was ongeveer 600 schoten per minuut; met vertrager 300. Samen met de vork woog het 9 kg 300. De totale lengte met vlamdekker was 1m15. Voor de munitievoorraad was er weinig plaats: niet meer dan voor 1 tot 2 dagen.
De betonnen schietgaten waren aan de buitenkant zeer duidelijk zichtbaar, ook de valse. Daarom waren ze in vredestijd bedekt met metalen opklapbare luiken waarvan de overschildering overeenkwam met de camouflagebeschildering van de muren. Elk luik werd vastgemaakt aan een metalen staaf die bovenaan elk schietgat - echt of vals - zat; daaraan kon het luik dus opgeklapt worden. Onderaan, op beide hoeken van elk schietgat, waren in dat verband twee haken aangebracht.
De bedoeling van die luiken was de indruk te wekken dat er in elke abri vele schietgaten waren; in de bunkers met 2 echte schietgaten waren er altijd 3 valse; waren er 3 echte schietgaten dan waren er ook drie valse. ("pour le temps de paix II importerait de placer sur toutes les faces de l'abri des volets de camouflage ayant pour but de faire croire á l'existence d'embrasures (=schietgaten) supplémentaires). Bij een vijandelijke aanval  moesten de luiken verwijderd worden. De uitsprongen van de echte schietgaten waren gedeeltelijk met hout bekleed om de manschappen tegen betonsplinters te beschermen.

## De ijzeren muur
De aftakking stond bekend onder de naam "IJzeren Muur" en bestond naast de bunkers uit 12.000 cointetelementen, 12.000 tetraëders, 20.000 spoorstaven,150 ankerpalen, loopgraven en prikkeldraadversperringen.
Het eindpunt van de linie in het Pajottenland lag aan de trekweg langs de Dender in Pamel; door de Denderweiden ging het zigzag naar Meerbeke toe. Hier kruiste de IJzeren Muur voor de eerste keer de Molenbeek en wat verder de Ninoofse Steenweg. Stond de IJzeren Muur op Pamels grondgebied volledig achter de Molenbeek, dan stond hij in Meerbeke bijna geheel voor de Molenbeek opgesteld (in beide gevallen gezien vanuit Pamel). Op de grens van Meerbeke en Neigem, aan de weg die van de Steenweg naar Halle naar de kapel van Bevingen leidt, verliet de IJzeren Muur de Molenbeek (die maakt een grote bocht rond het kasteel) om langs Prindaal weer, en voor de laatste maal, de Molenbeek te kruisen ongeveer op de grens van Neigem en Gooik. Via Strijland werd de wijk "Hoeve” doorkruist waar de Steenweg naar Halle werd overgestoken. Van hier af bleef de IJzeren Muur ten zuiden van de Steenweg naar Halle, dat bereikt werd via Oetingen (Oude Plaats), Kester, Bellingen en Beert.
De IJzeren Muur bestond uit stalen versperringen of Cointet-elementen, zo genoemd naar de Franse colonel Léon Edmond de Cointet die er de uitvinder van was. Zo’n Cointet-element was een gestutte stalen rooster, 3 meter hoog, 3 meter breed, 5 meter lang, 1300 kilo zwaar. Het was voorzien van 3 rolletjes; 2 vooraan en 1 achteraan (door de Pamelse boeren later dankbaar als landrollen of 'bolders' gebruikt) om verplaatst te kunnen worden.  Een Cointet-afsluiting bestond uit een reeks elementen onderling met een scharnierspil, door de 4 scharnierbeugels van de voorkant gestoken en met 4 stalen kabels verbonden.
Wat het monteren betreft; over korte afstanden en op effen terrein werd het cointet-element voortgeduwd door 2 man die er binnenin stonden terwijl een 3 het stuurde door middel van een koevoet en de achterrol. Over grote afstanden werden paarden of auto's gebruikt. Waar de IJzeren Muur een weg kruiste moest er natuurlijk een doorgang blijven; 1 of meer Cointet-elementen deden dan dienst als poort. Die werd in geval van nood dichtgerold. Naargelang de breedte van de weg stonden hier 1 of 2 meerpalen: een naar boven toe breder wordend omhulsel dat met beton gevuld was en op een vierkant voetstuk uit gewapend beton rustte, diep in de grond, waaraan met stalen kabels het eindelement werd vastgemaakt.

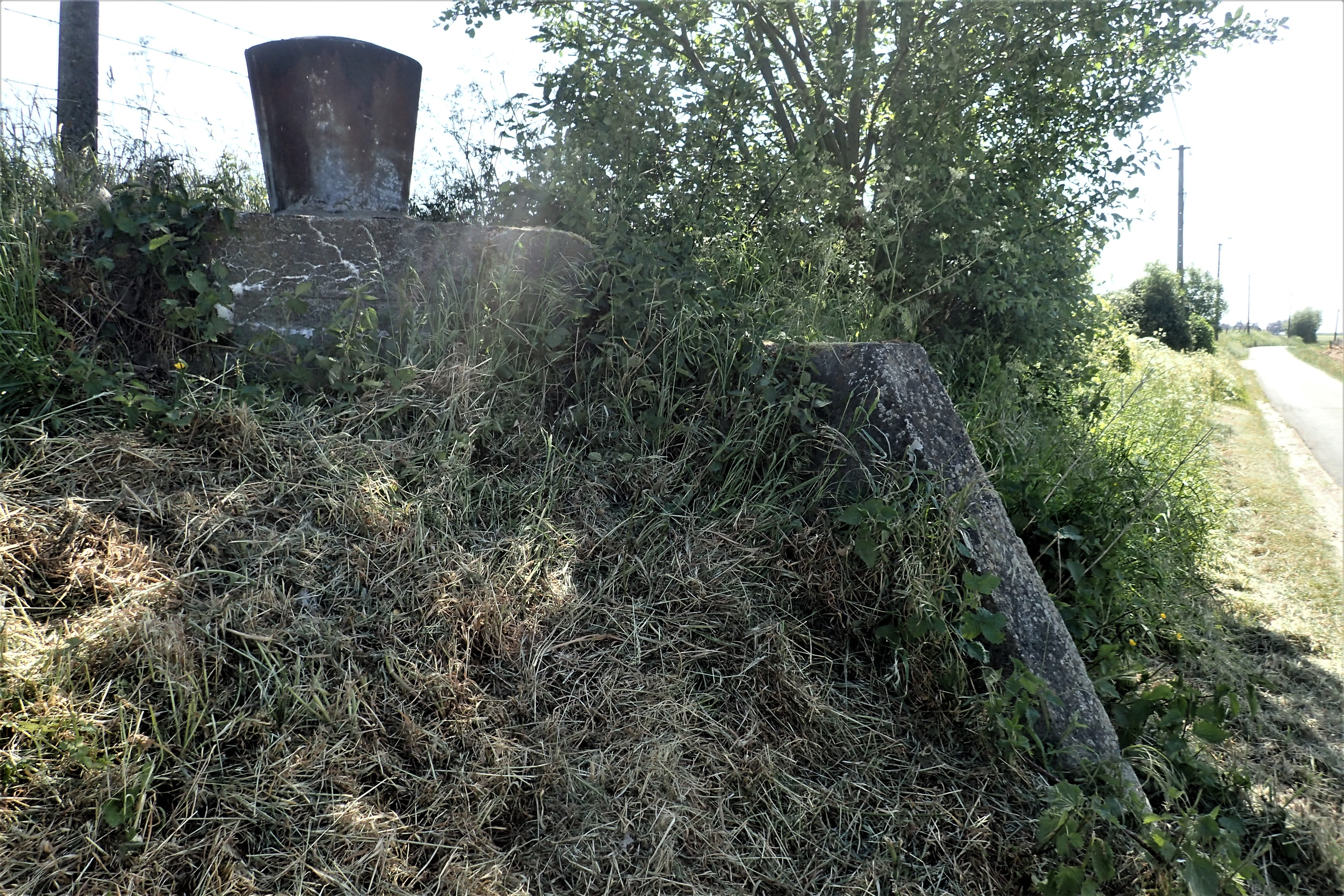
Ankerpaal

De kop van een meer- of ankerpaal was 67 cm hoog en het vierkant voetstuk, met een zijde van 1,20 meter, dat voor het grootste deel in de grond zat, 1,80 meter. Beide delen, de kop met de gegalvaniseerde plaatijzeren koker en het voetstuk zaten stevig vast aan elkaar door middel van een centrale stalen buis en dik betonijzer.
Het overgrote deel van de IJzeren Muur bestond uit Cointet-elementen maar op bepaalde plaatsen werden ze afgewisseld door in de grond geheide spoorwegrails of tetraëders (viervlakgestellen). Deze bevatte een voetstuk en een punt gevormd door drie buizen. Het voetstuk bestond uit 3 kruislings op elkaar gelaste U-ijzers (fig.1); de punt van de tetraëder bestond uit 3 vierkante plaatijzeren buizen waarvan een vlak 16 cm breed was. Onderaan elke buis was een knieplaat aangebracht die aan het voetstuk was vast gelast; aan het voetstuk van elke tetraëder zat ook een vergaarplaat vast. Eenmaal ter plaatse werden de buizen en het voetstuk vol beton gegoten om ze te verzwaren en zo de stabiliteit te vergroten. Niet alle tetraëders waren van het zo pas beschreven zware type; tussen twee zware tetraëders stonden enkele lichte. Bij de lichte ontbrak de vergaarplaat, werden de buizen niet met beton gevuld en de U-ijzers van het voetstuk waren korter. Wat die vergaarplaat betreft, zij diende om tetraëders van het zware type aan elkaar te verbinden: met twee bouten die vaststonden op het U-ijzer van het tegenover de vergaarplaat liggende voetstuk werden de vergaarplaat van de ene tetraëder en het voetstuk van de volgende tetraëder aan elkaar gehecht. De lichte tetraëders werden verbonden met stalen kabels.  

## Gebruik van de bunkers
Dat de Duitsers in 1939 al goed op de hoogte waren van de Belgische tankversperring blijkt uit documenten gepubliceerd op 1 november 1939 door de generale staf van het Duitse leger onder de titel: "Fremde Heere West. Technische Anlagen über die Niederländischen und Belgischen Befestigungen. Hindernisanlagen”. Na een nogal algemene niet erg technische beschrijving van de 3 types tankversperring (met foto's) is hun oordeel, enkel over de viervlakgestellen, als volgt: ze vormen een stevige hindernis voor lichte tanks en, indien meerdere rijen opgesteld staan, kunnen zij halfzware tanks tot staan brengen.

### De rol van de K.W.-linie en haar aftakking in mei 1940
Toen op 10 mei 1940 de oorlog uitbrak waren de bunkers zeker nog bezet door Belgische troepen. Een paar dagen later werd België in 3 sectoren verdeeld: in het noorden de Belgen, in het midden de Britten en in het zuiden de Fransen. Oorspronkelijk viel de scheiding tussen Belgen en Britten langs de weg Oudenaarde - Nederbrakel - Ninove — Brussel, maar op 14 mei werd de Britse sector wat naar het noorden verschoven zodat de bunkers in Pamel en Meerbeke in "Engels gebied" lagen wat nog niet betekent dat ze door de Engelsen bemand werden.
De algemene verwachting was dat het Belgisch leger een vijftal dagen aan het Albertkanaal stand zou kunnen houden, genoeg dus om Britten en Fransen de tijd te geven voldoende versterkingen naar de K.W.-linie te sturen (=Dijleplan). Hoewel de Belgen slechts een goeie dag stand hielden aan het Albertkanaal en ze zich vanaf de 11e mei op de K.W.-linie terugtrokken, konden de Fransen en de Britten toch het Dijleplan uitvoeren zodat op 14 mei de posities er als volgt uitzagen: ten noorden van Leuven lagen de Belgen, van Leuven tot Waver de Engelsen (B.E.F.= British expeditionary Forces) en vanaf Waver de Fransen. Op 15 mei werd de K.W.-linie op een paar plaatsen, o.a. in de streek van Leuven aangevallen, maar de geallieerden hielden stand. De volgende dag echter kwam het met verstomming slaande bevel de hele K.W-linie prijs te geven en zich terug te trekken op de as Terneuzen-Gent-Oudenaarde (=Scheldelinie). De slag aan de Dender was dus een geslaagde poging om de Duitsers één of twee dagen op te houden en zo de Belgen en de Engelsen de kans te geven zich min of meer ordelijk terug te trekken. Door de onverwachte doorbraak van de Duitse pantserdivisies bij Sedan (Frankrijk) tussen de 12e en de 15e mei en hun uiterst snelle opmars naar de Kanaalkust liepen de verdedigers van de K.W.-linie gevaar afgesneden en omsingeld te worden. Er bleef dus maar één oplossing: zich terugtrekken.
Toen tijdens de nacht van 18 op 19 mei de slag aan de Dender geleverd werd en de Duitsers dus Pamel binnenrukten, werd bunker Ni9 bestookt. Hiervan getuigen de 17 inslagen; van sommige steken de koppen van de granaten nog in het gewapend beton.

### Tijdens en na de oorlog

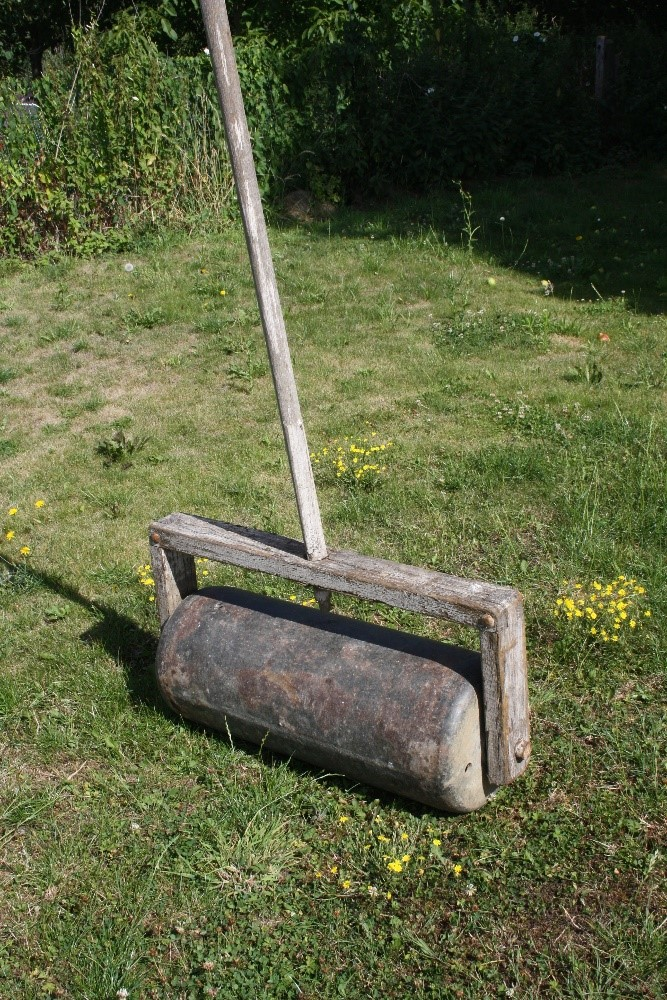
Gebruik van een rol als landbouwwerktuig

In de weken volgend op de Duitse inval, werden de bunkers in de kortste keren leeggehaald door mensen die op zoek waren naar "oud ijzer". Vervolgens werden de bunkers in opdracht van het Duitse leger dichtgemetseld. De  Cointetelementen werden eind 1941 door de firma Delens uit Lede verwijderd. Het afbraakmateriaal werd naar de Denderkaai in Ninove gevoerd waar alles op schepen werd geladen. De elementen zelf werden hergebruikt bij de constructie van de Atlantikwall, onder andere op stranden van Normandië. Onderdelen die niet transporteerbaar waren, werden tijdens en na de oorlog onder meer als landbouwwerktuig door de boeren in de buurt gebruikt.Toch heeft één ervan, bunker  Ni9, na de oorlog nog tot iets gediend. In het midden van de jaren 1950 kreeg George van Vaerenbergh van het leger de opdracht om de dichtgemetselde ingang, 3 bakstenen dik, open te kappen en er een metalen deur te installeren.

## Onderdelen van de aftakking

### In Oost-Vlaanderen
In Meerbeke (Ninove) zijn 3 van de 5 bunkers bewaard.
Langsheen de drukke N8 Brusselsesteenweg staat nog een ankerpaal ter hoogte van huisnummer 433.
In Neigem (Ninove) zijn nog ankerpalen bewaard langs Bevingen, Brusselseheerweg en Grotestraat.

### In het Pajottenland en Zennevallei

#### Roosdaal
In deelgemeente Pamel zijn nog vier bunkers bewaard. Bunker Ni9 is bovendien toeristisch ontsloten op de gemeentelijke bunkerweide.

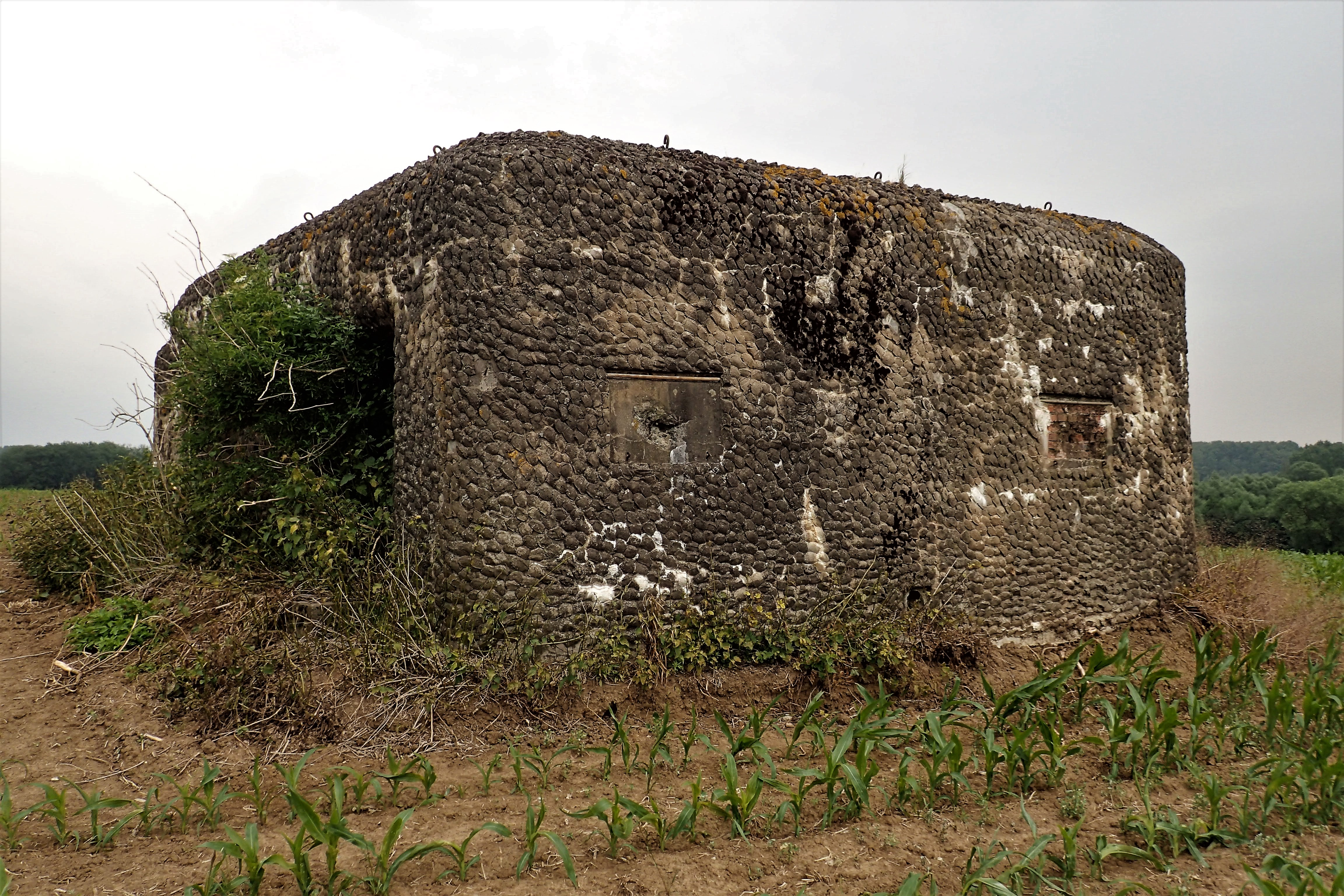
Bunker Ni6
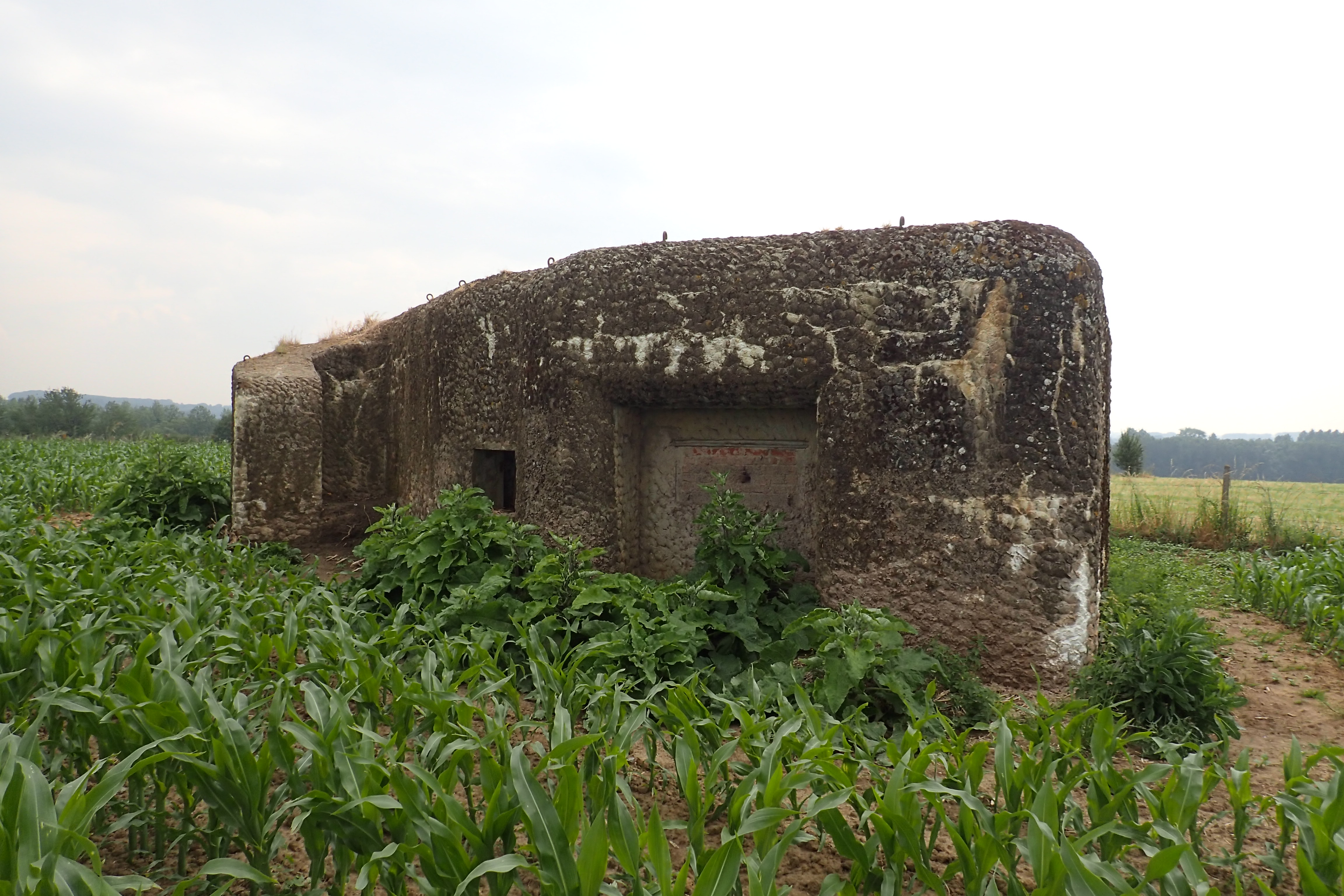
Bunker Ni7
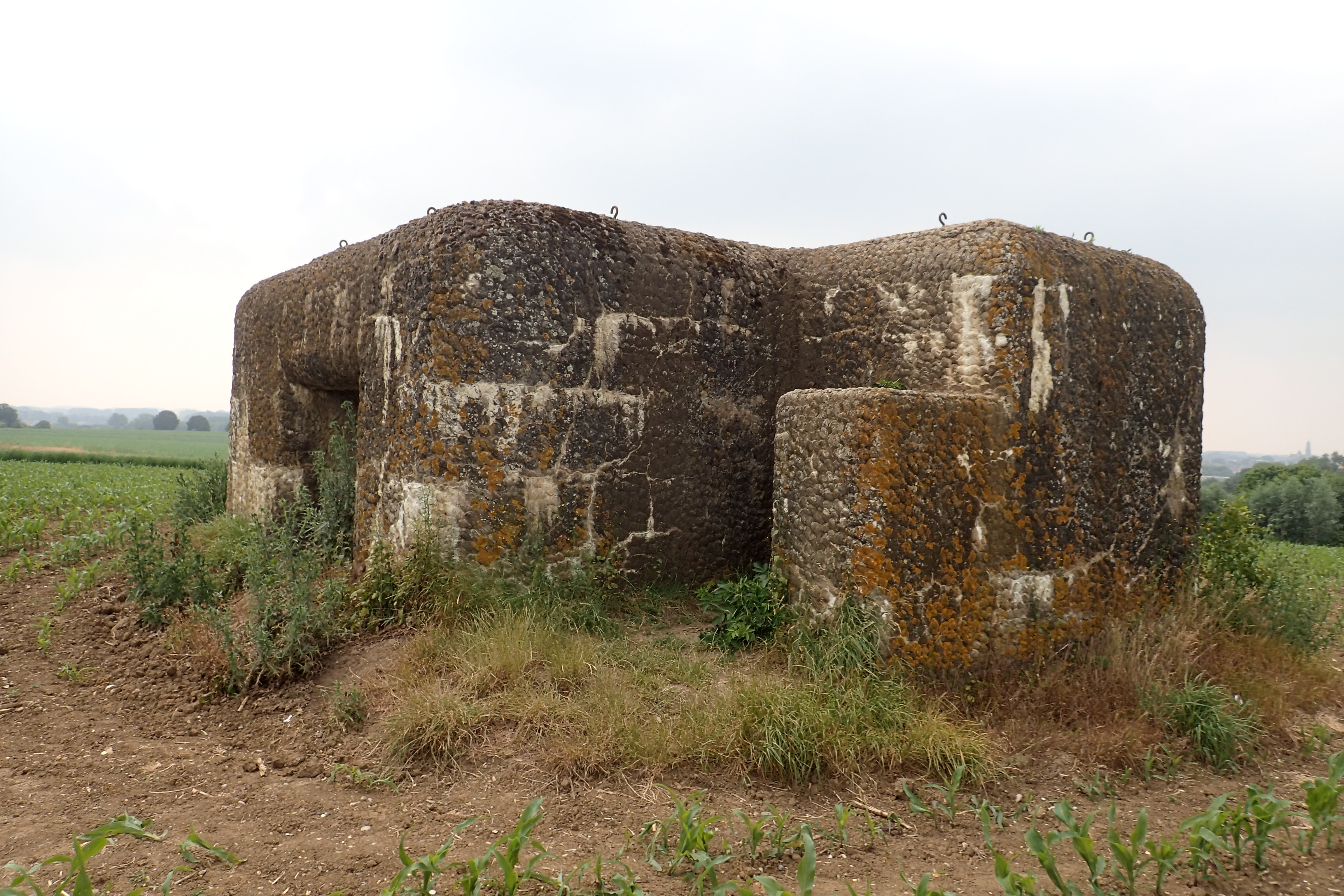
Bunker Ni8
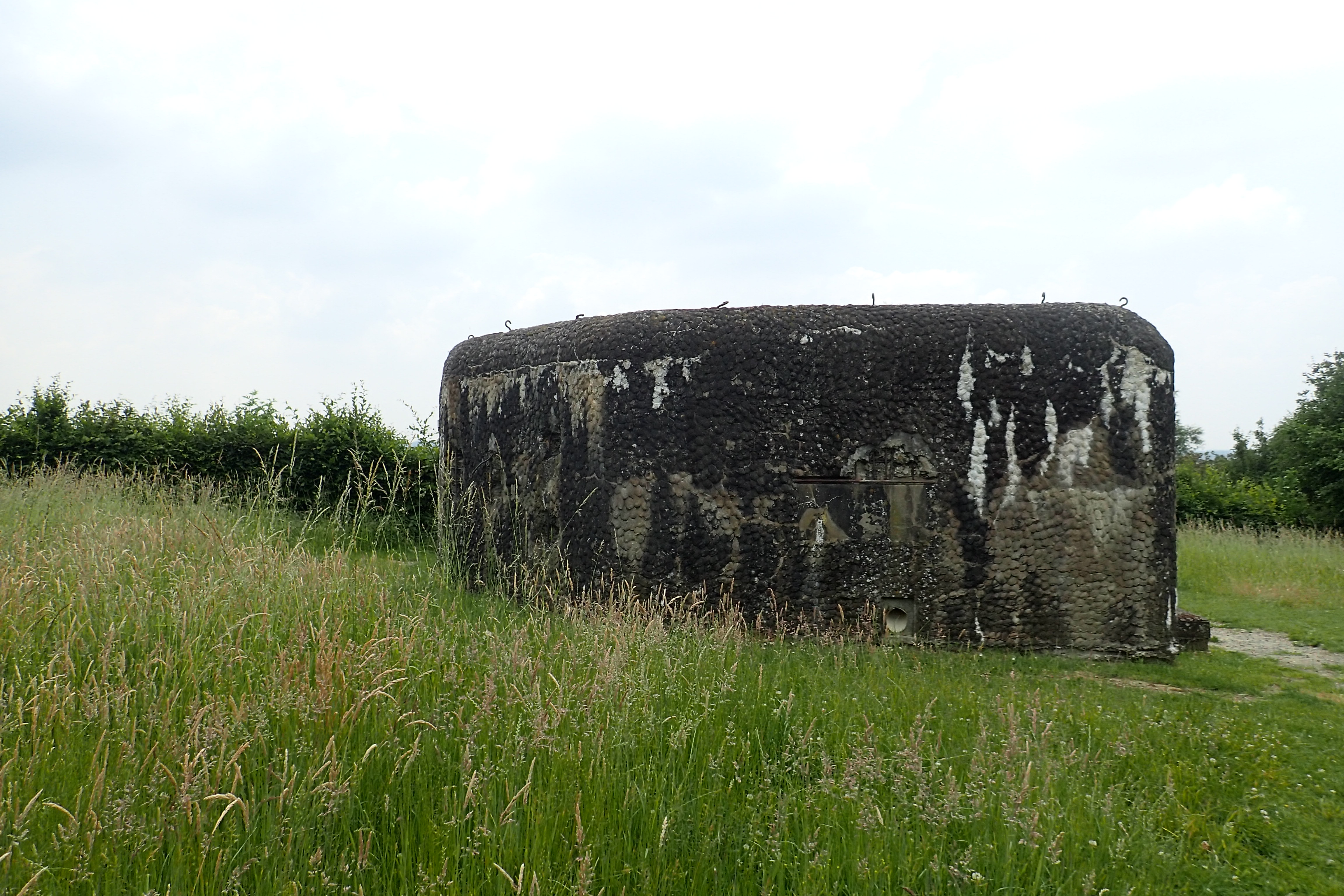
Bunker Ni9

#### Gooik
Rond deelgemeente Kester werden 8 bunkers gebouwd. Ook zijn er nog enkele ankerpalen bewaard, net als bermversterkingen op de Kesterweg ten behoeve van de tankversperringen.

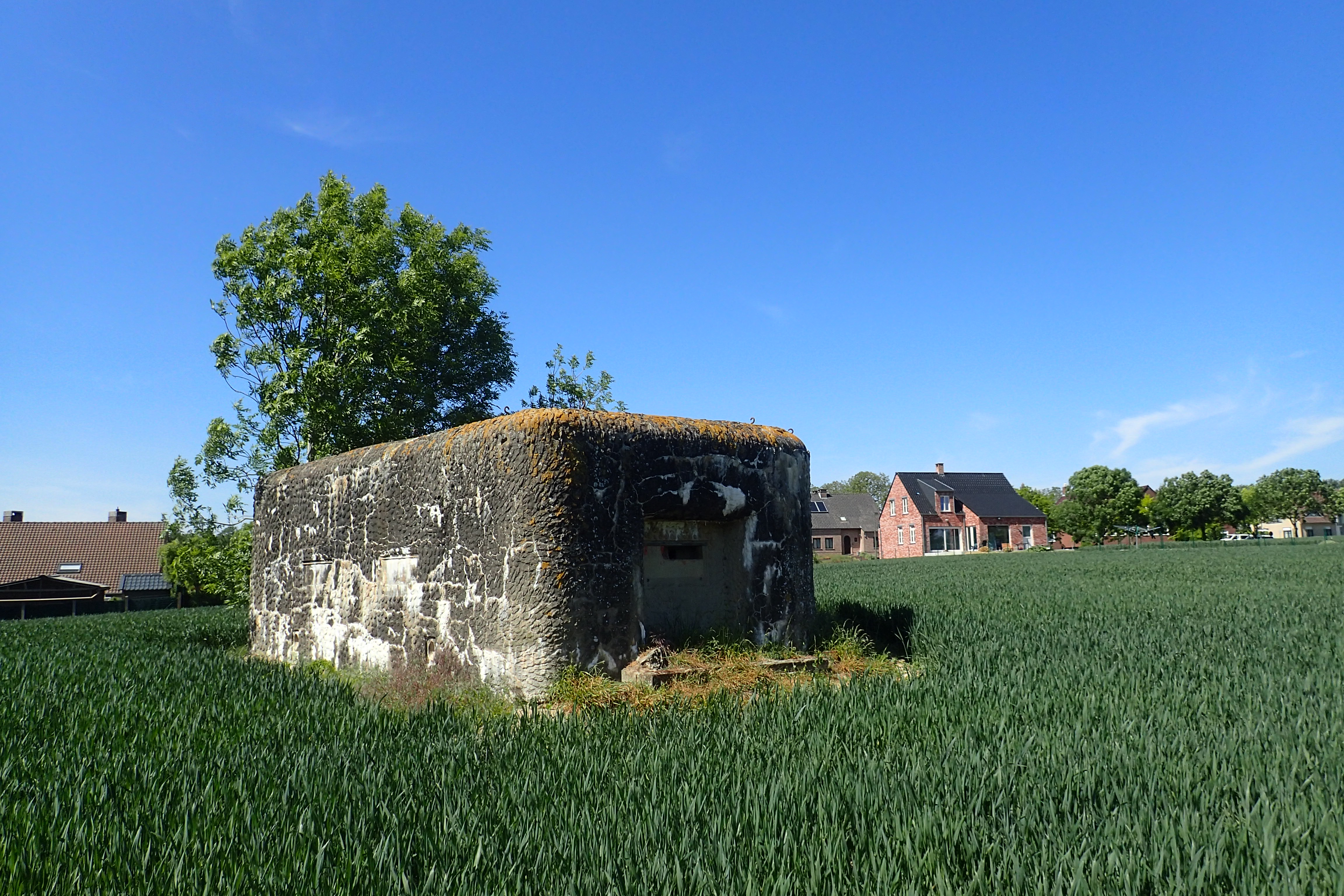
Bunker K1
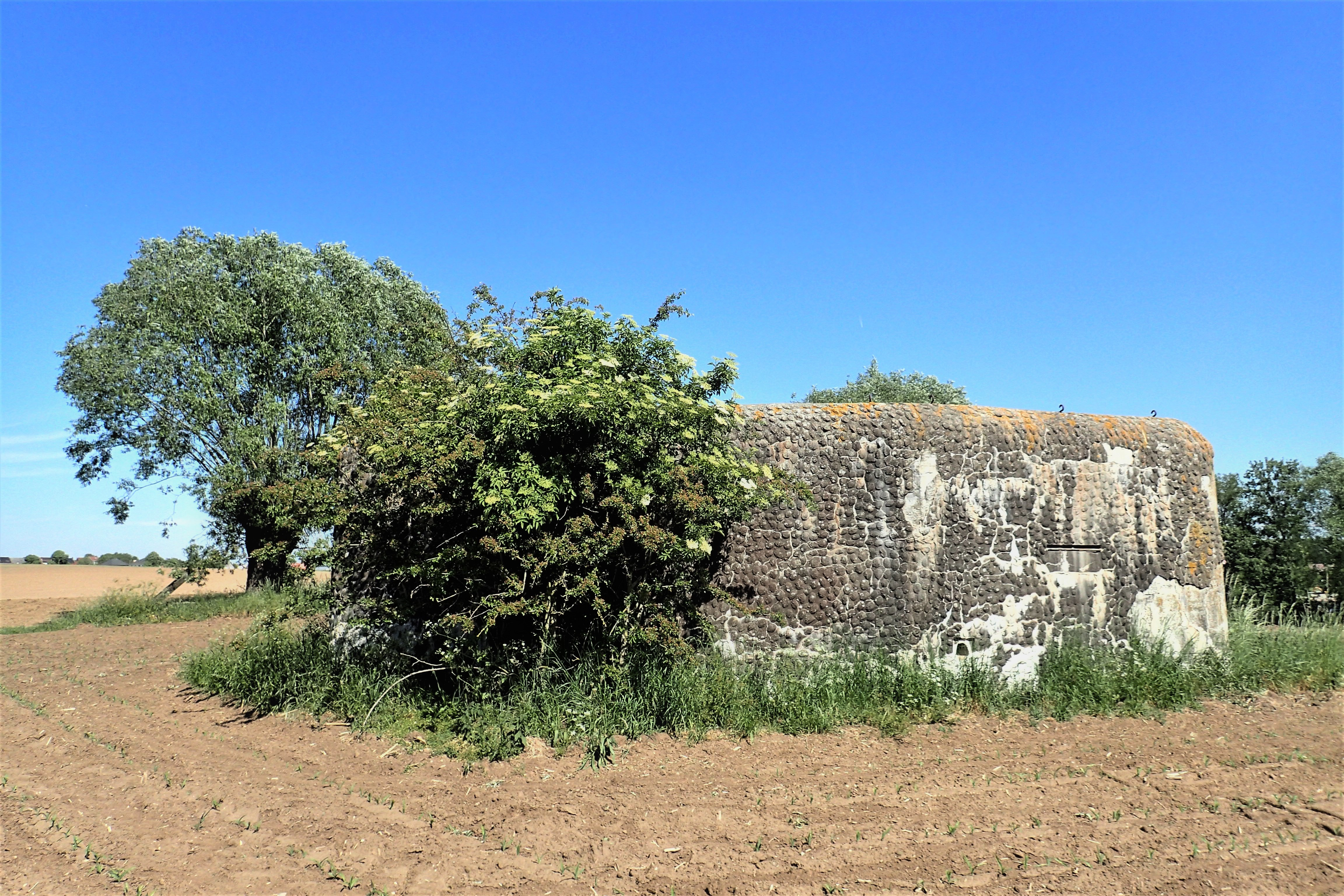
Bunker K2
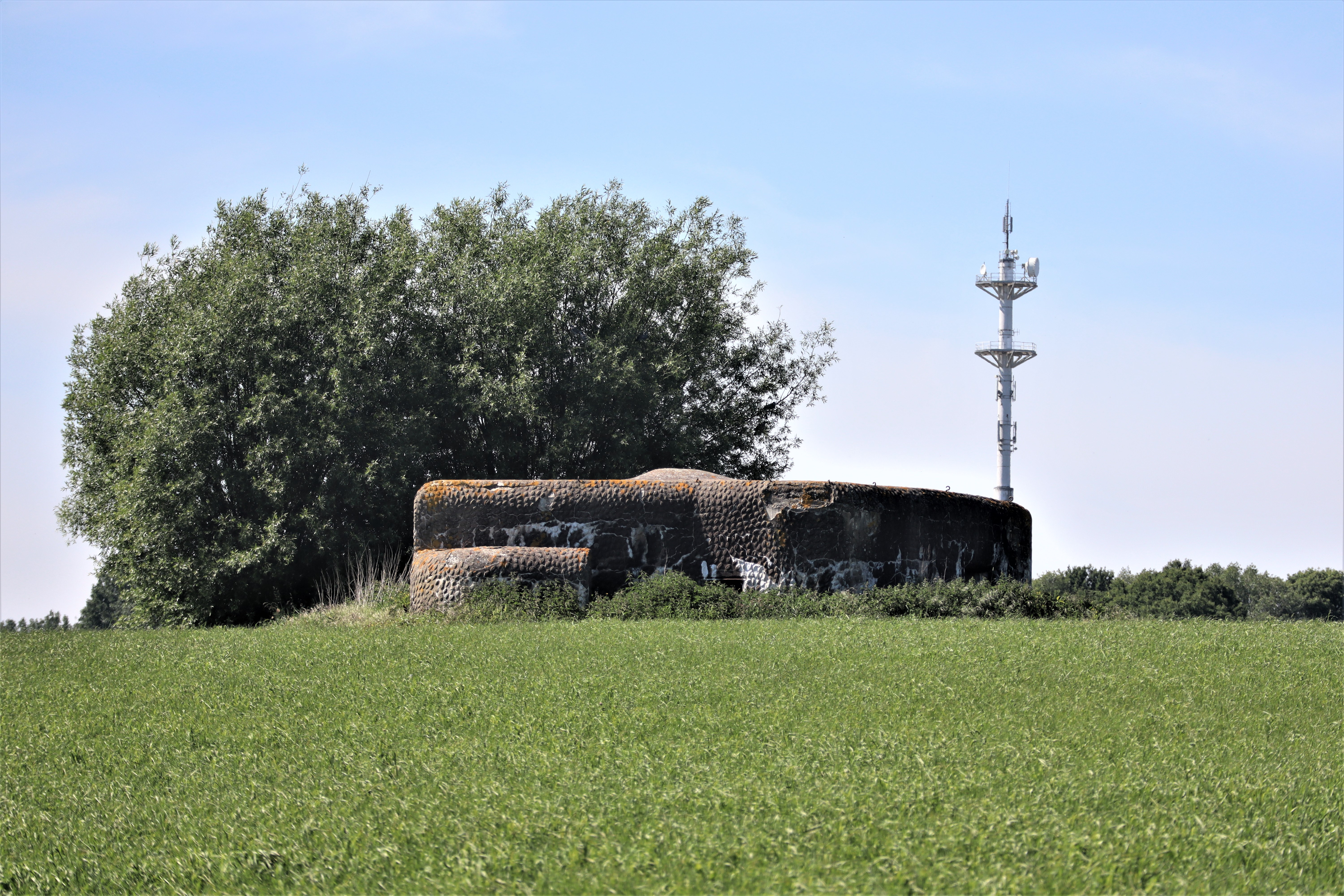
Bunker K3
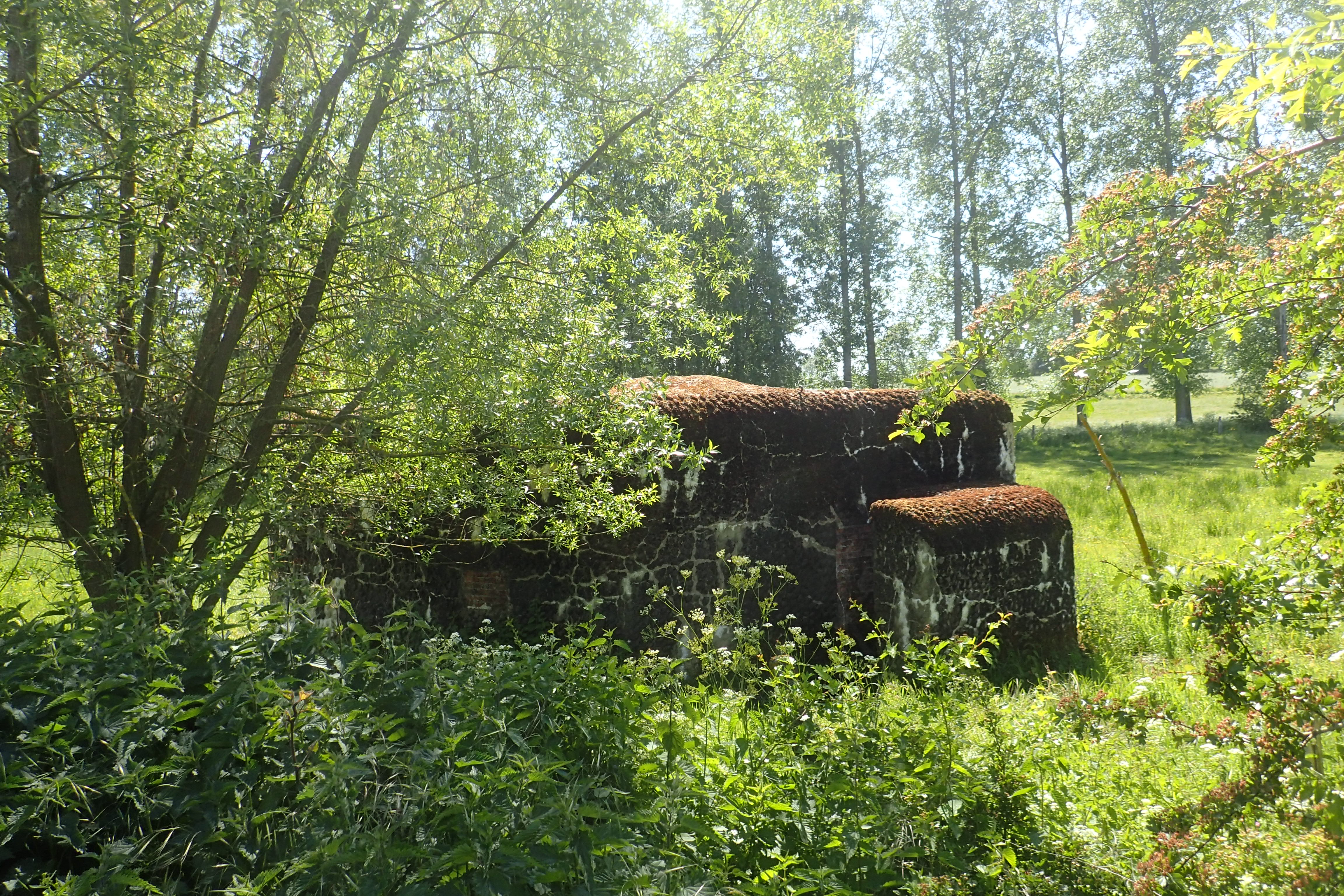
Bunker K4
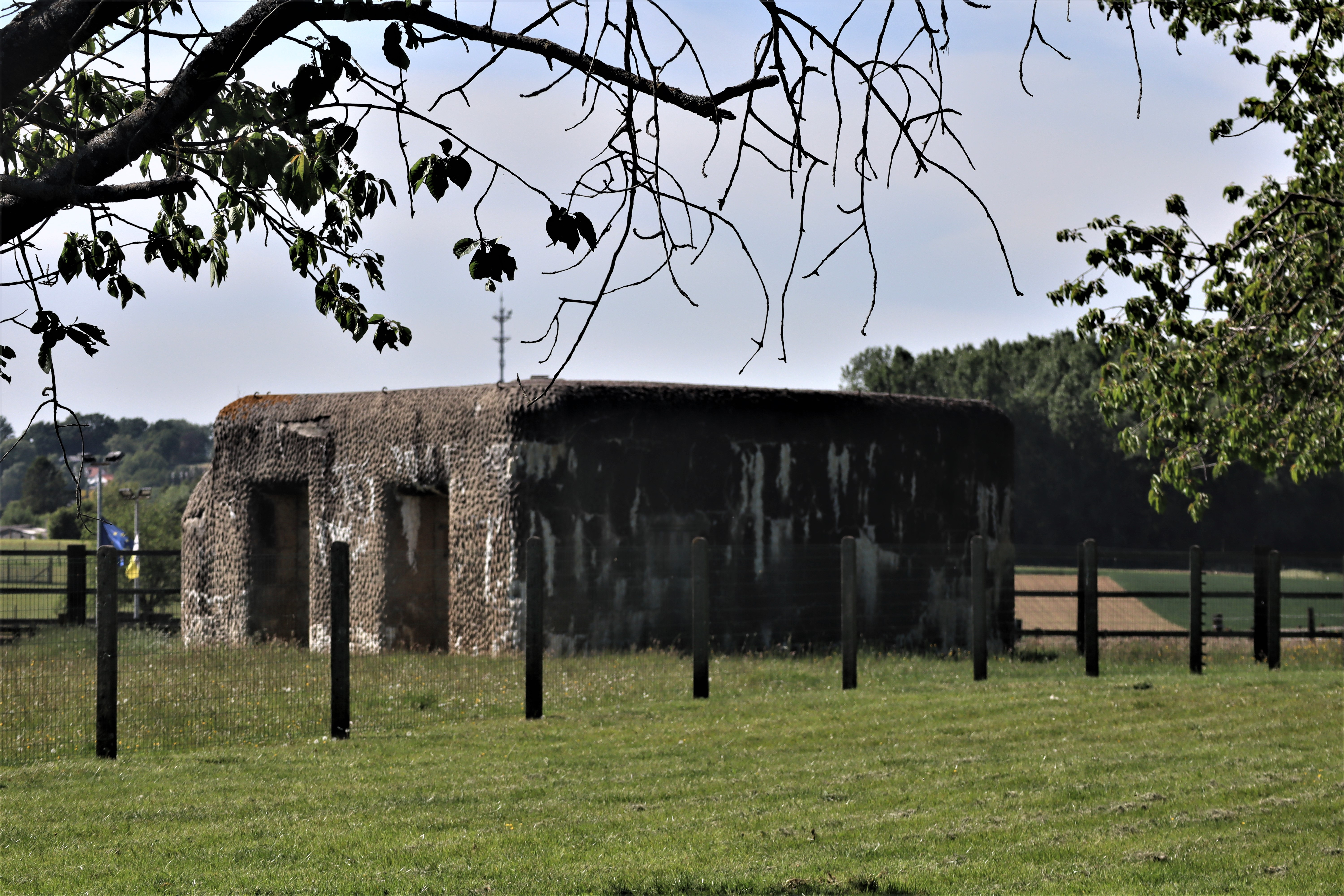
Bunker K5
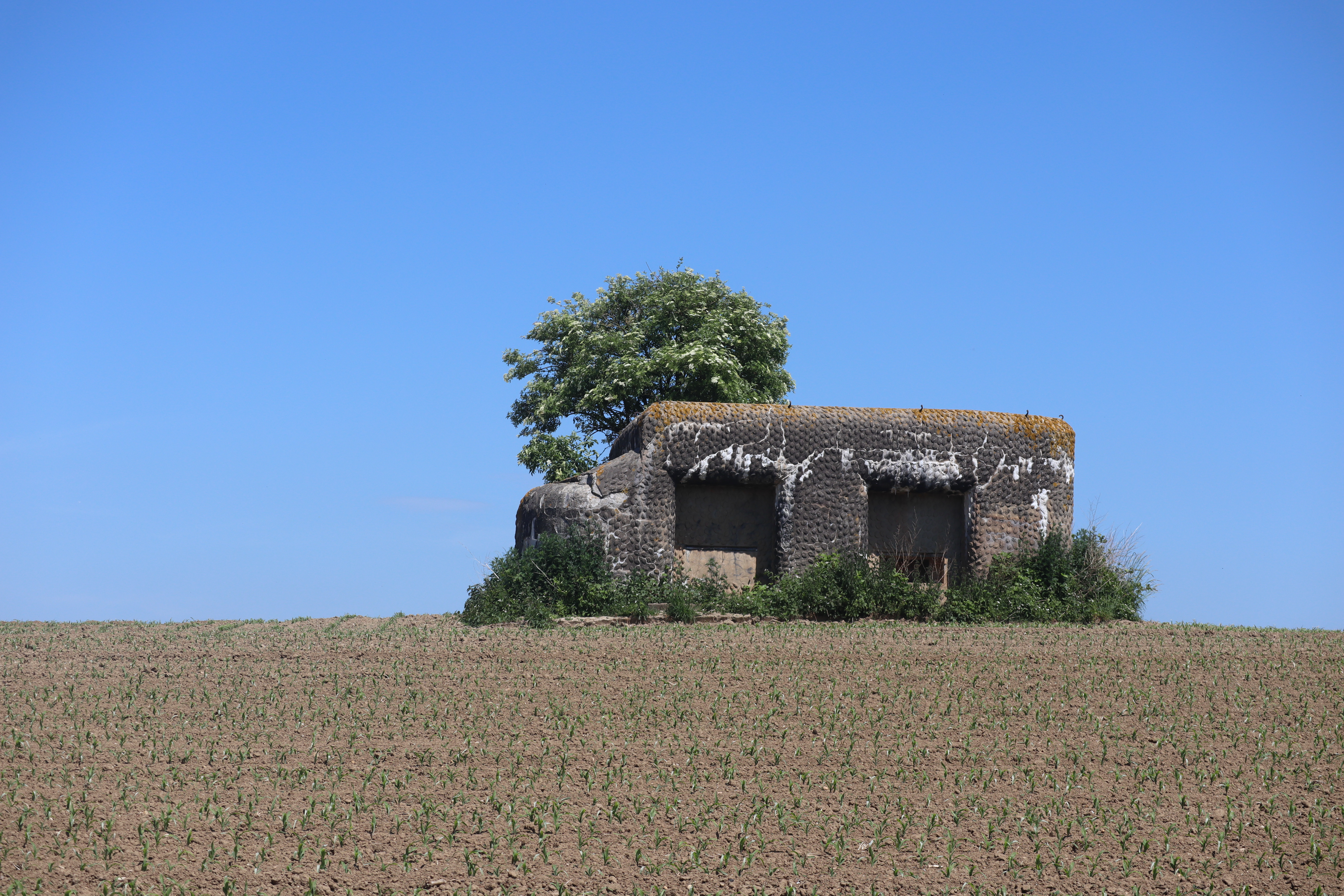
Bunker K6
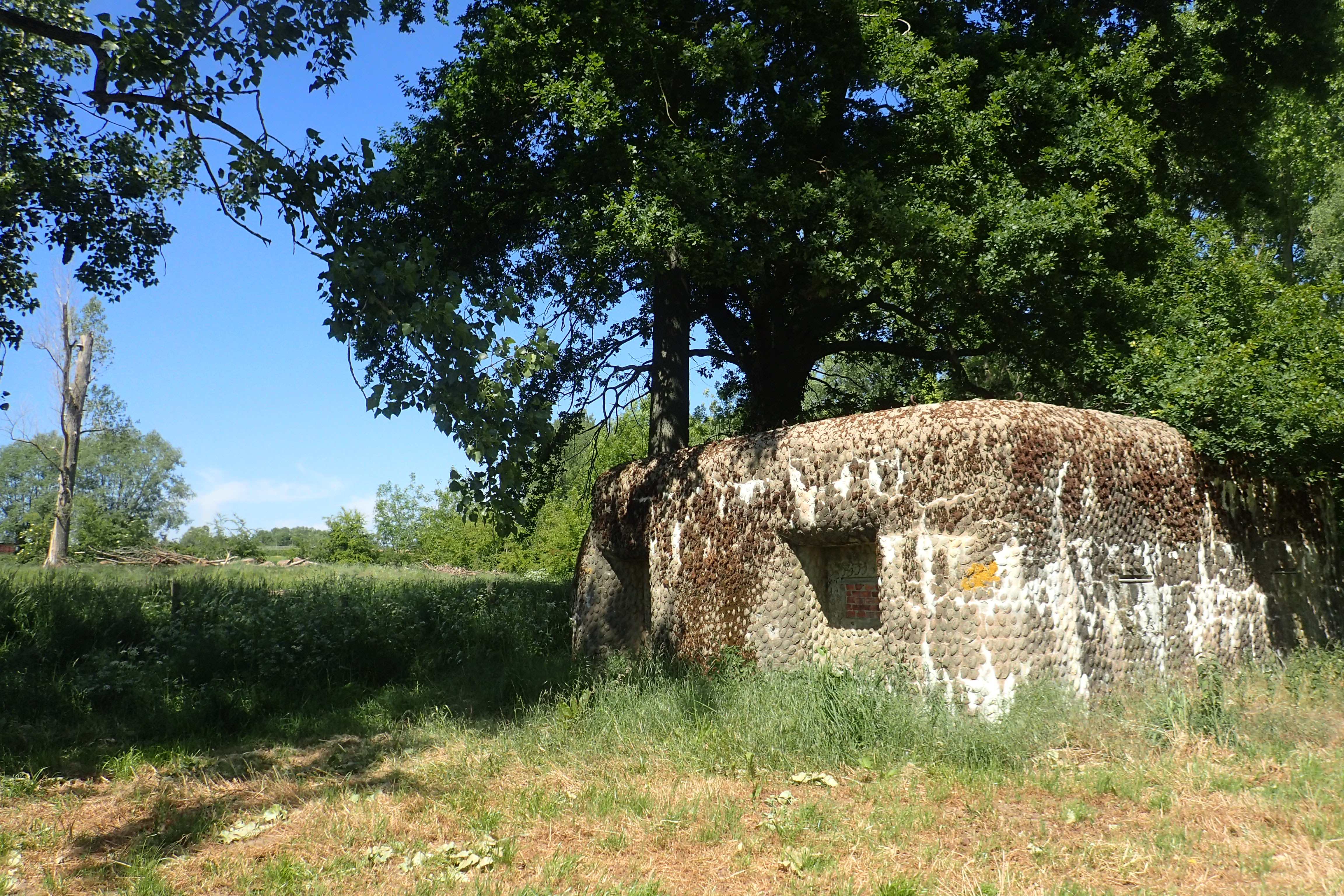
Bunker K7
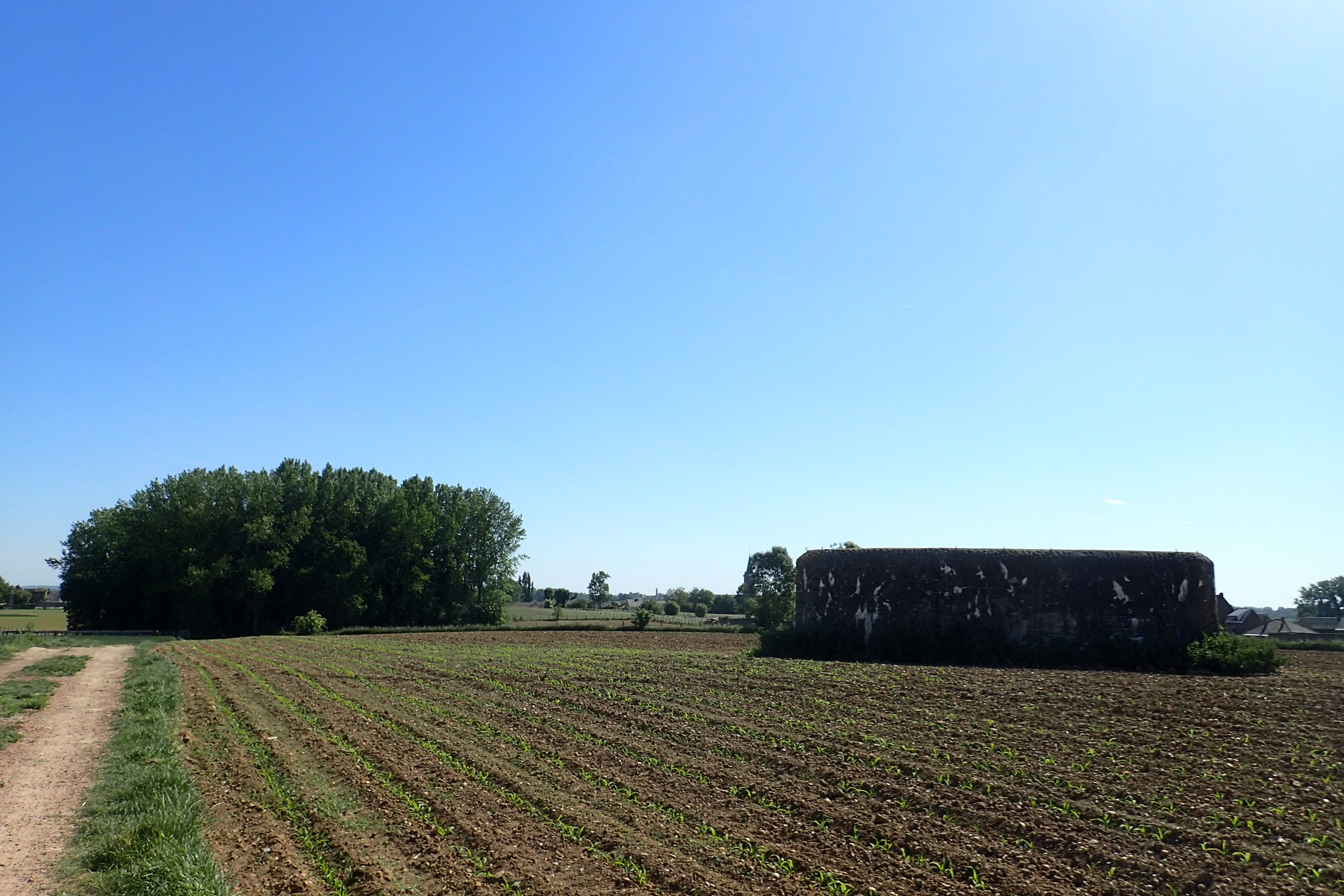
Bunker K8

#### Pepingen
In deelgemeente Bellingen zijn nog enkele ankerpalen bewaard.

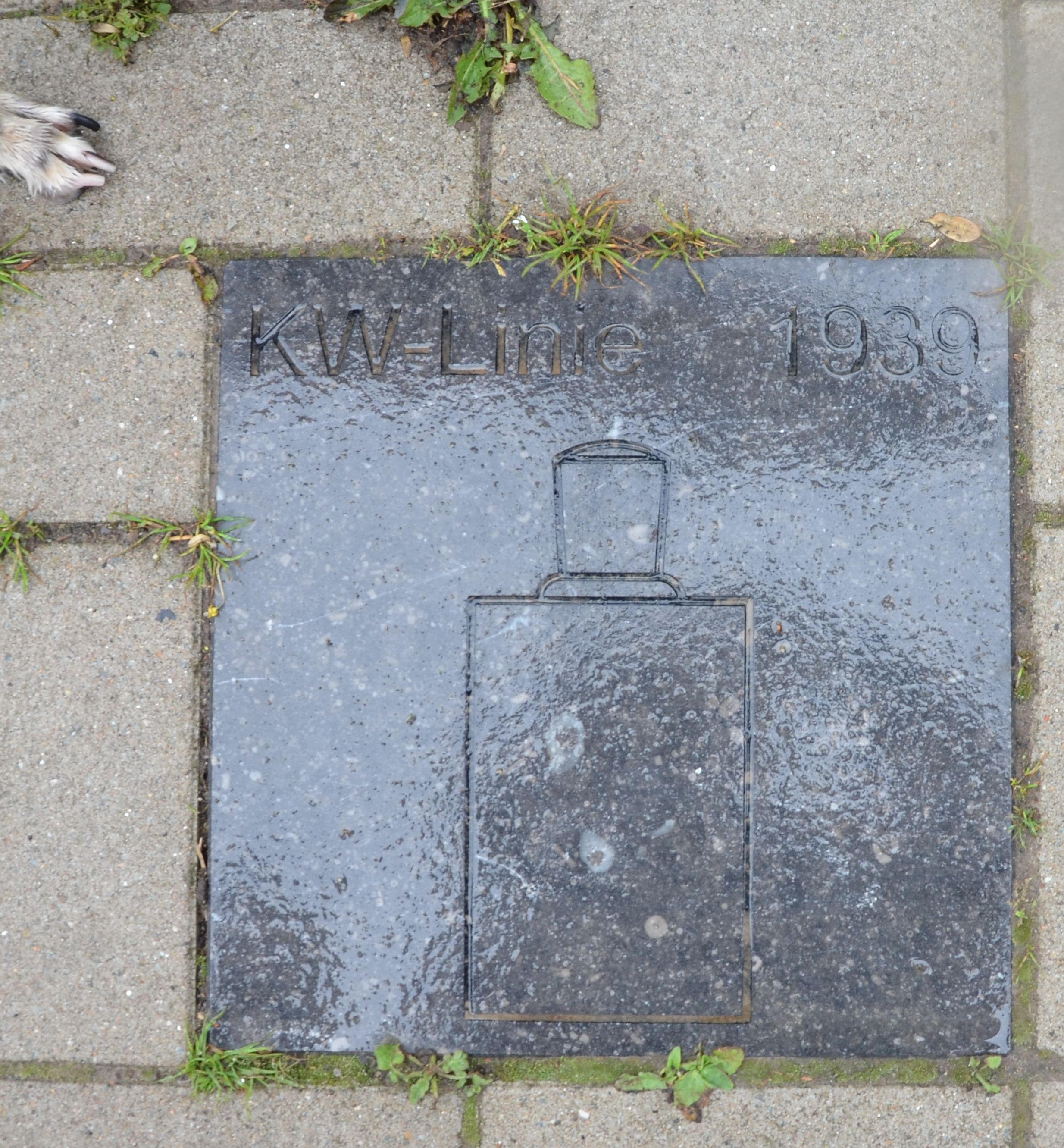
KW-Linie 1939 steen in Kareelstraat, Bellingen: aanduiding van de plaatsing van een ankerpaal
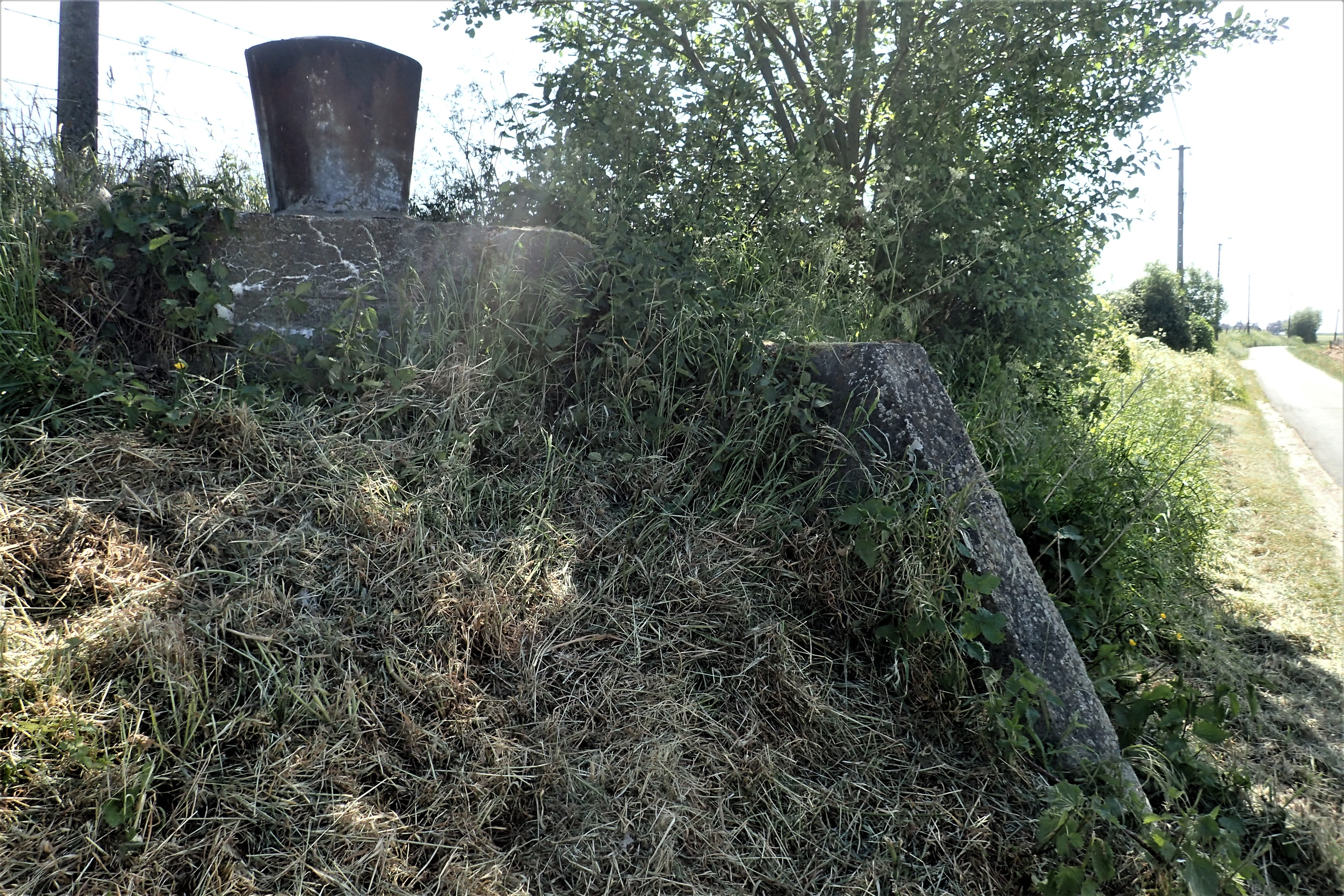
Ankerpaal 2 - Dorekensstraat - Bellingen

#### Halle
In Halle zijn op diverse locaties 6 van de 8 bunkers bewaard. Ook ankerpalen zijn er nog aanwezig, o.a. op Berendries en Kasteelbrakelsesteenweg

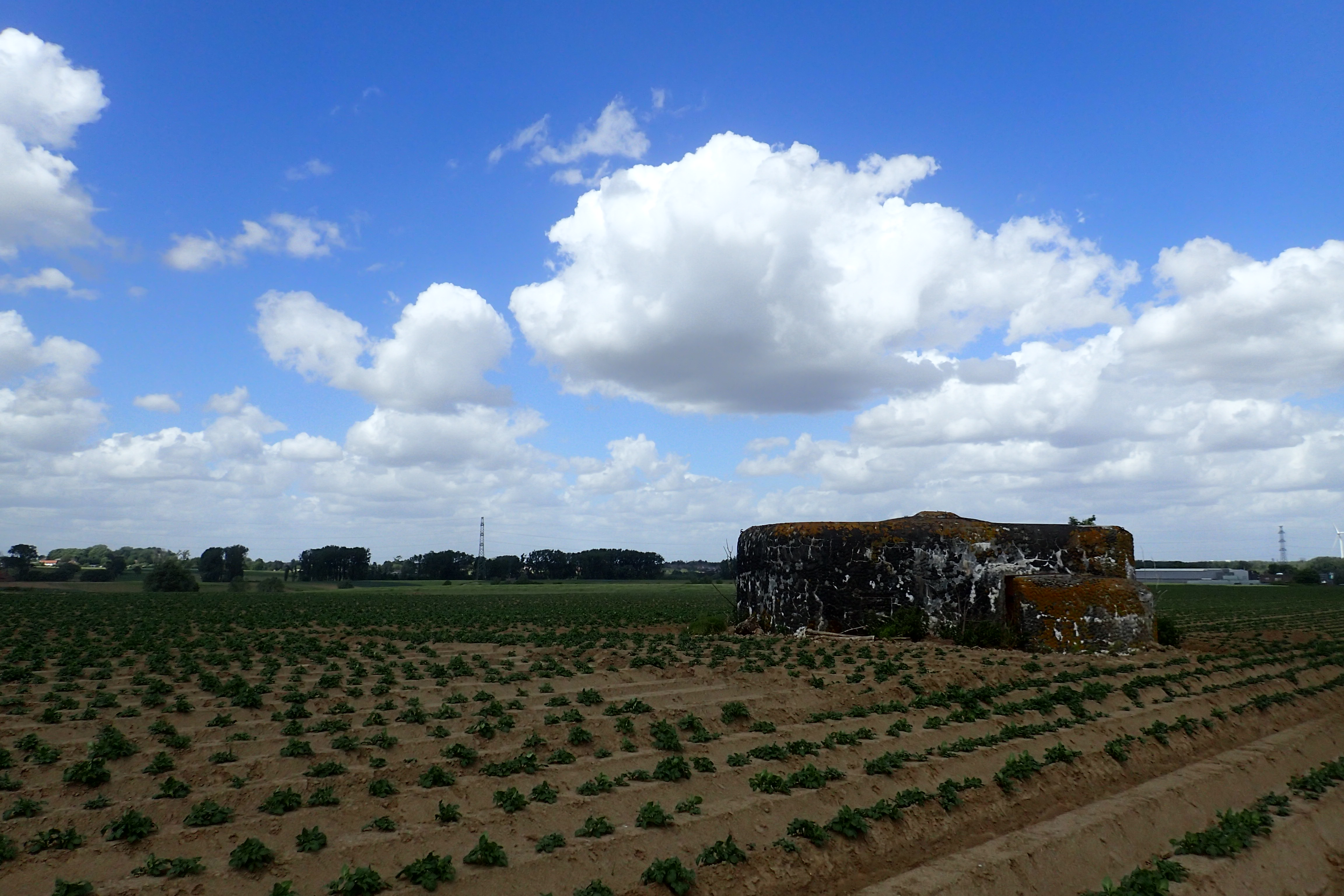
Bunker A2
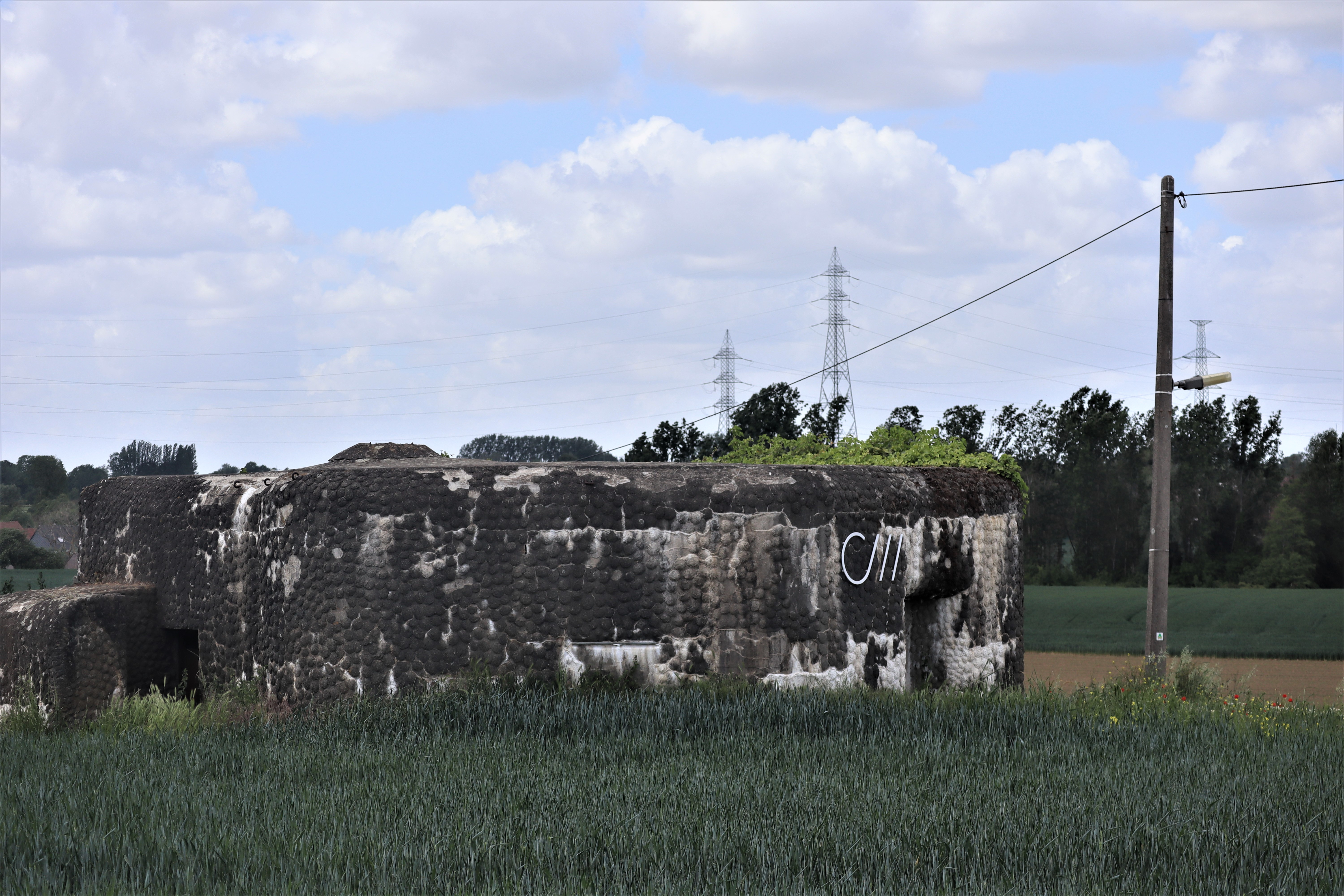
Bunker A3
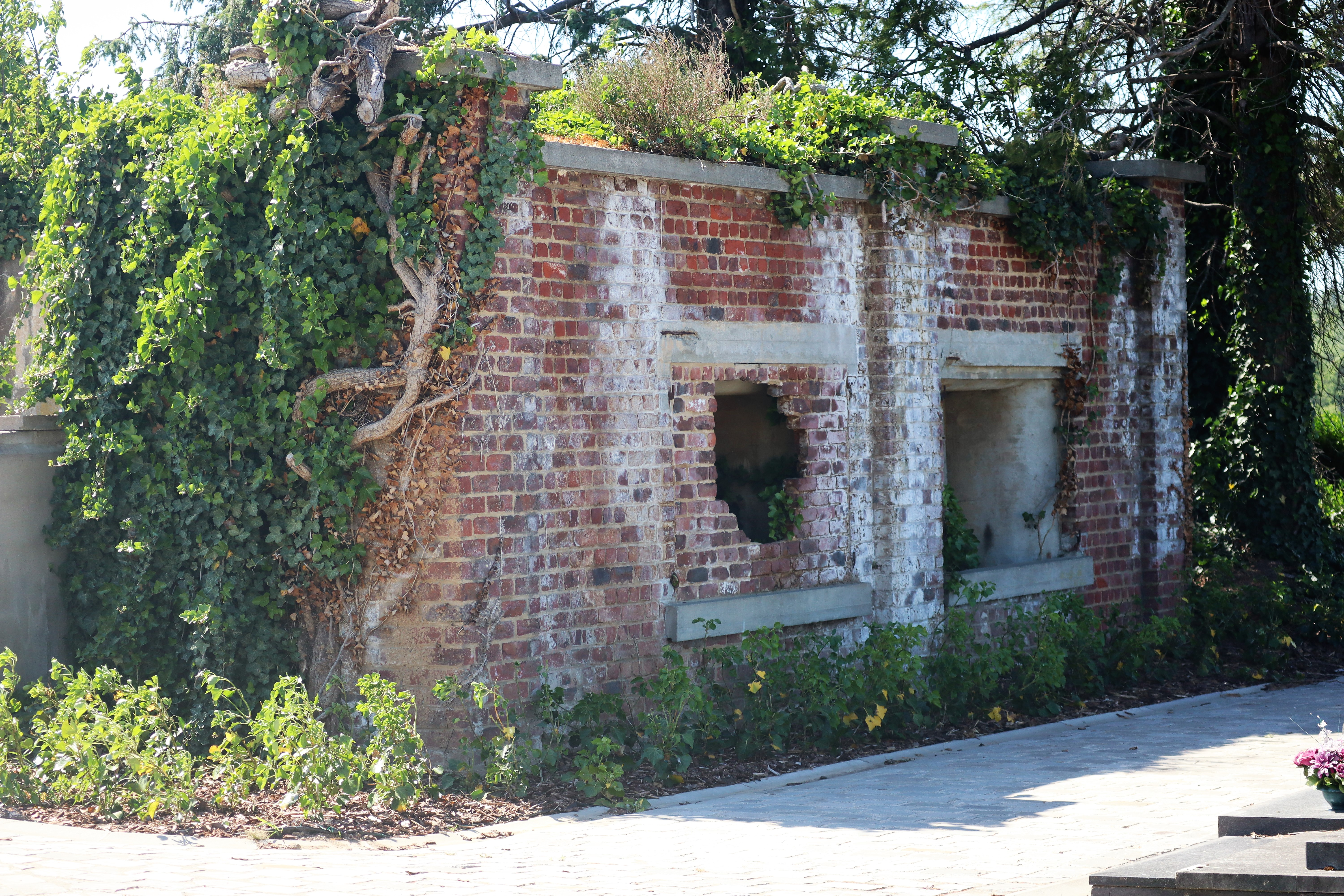
Bunker A4
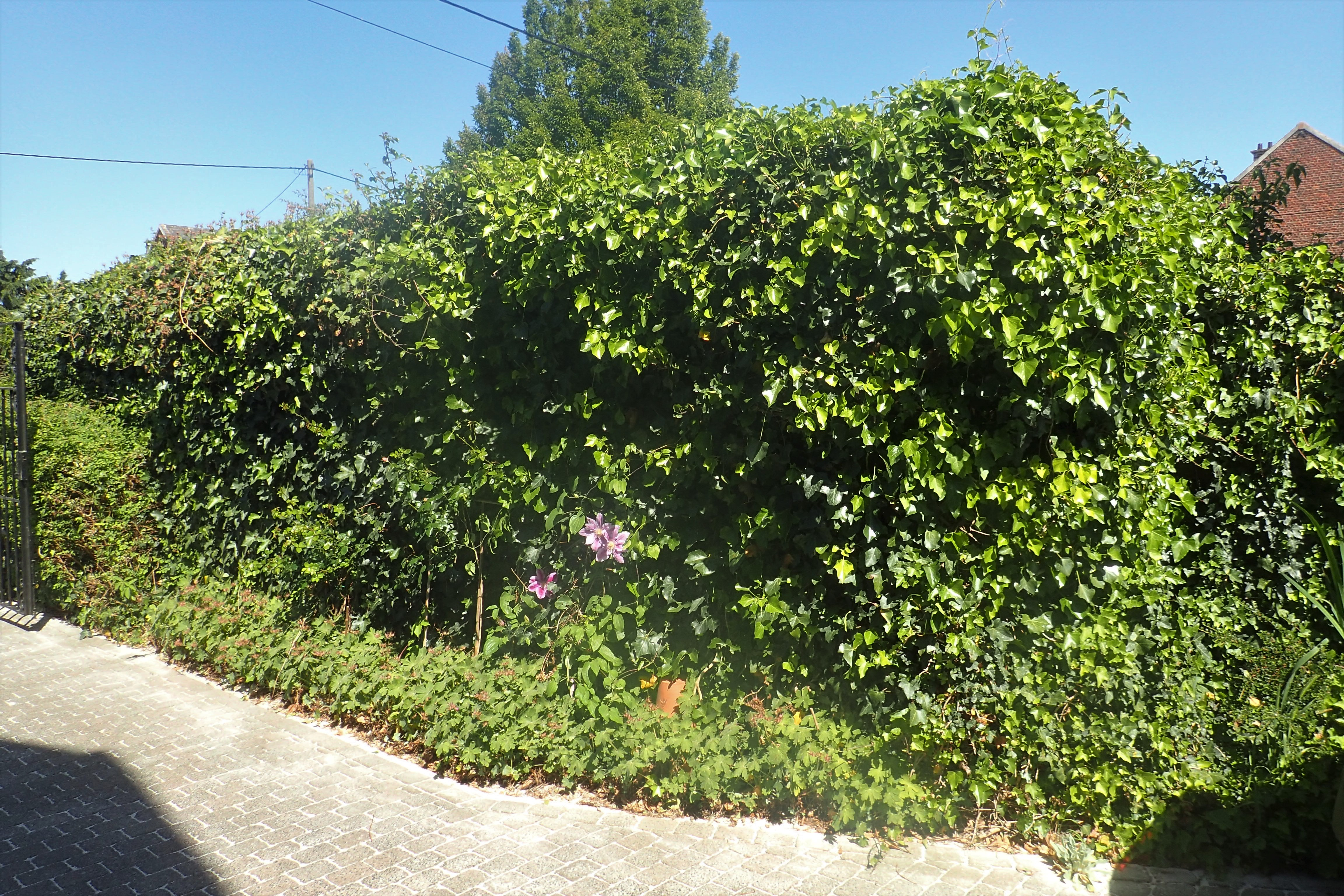
Bunker A6
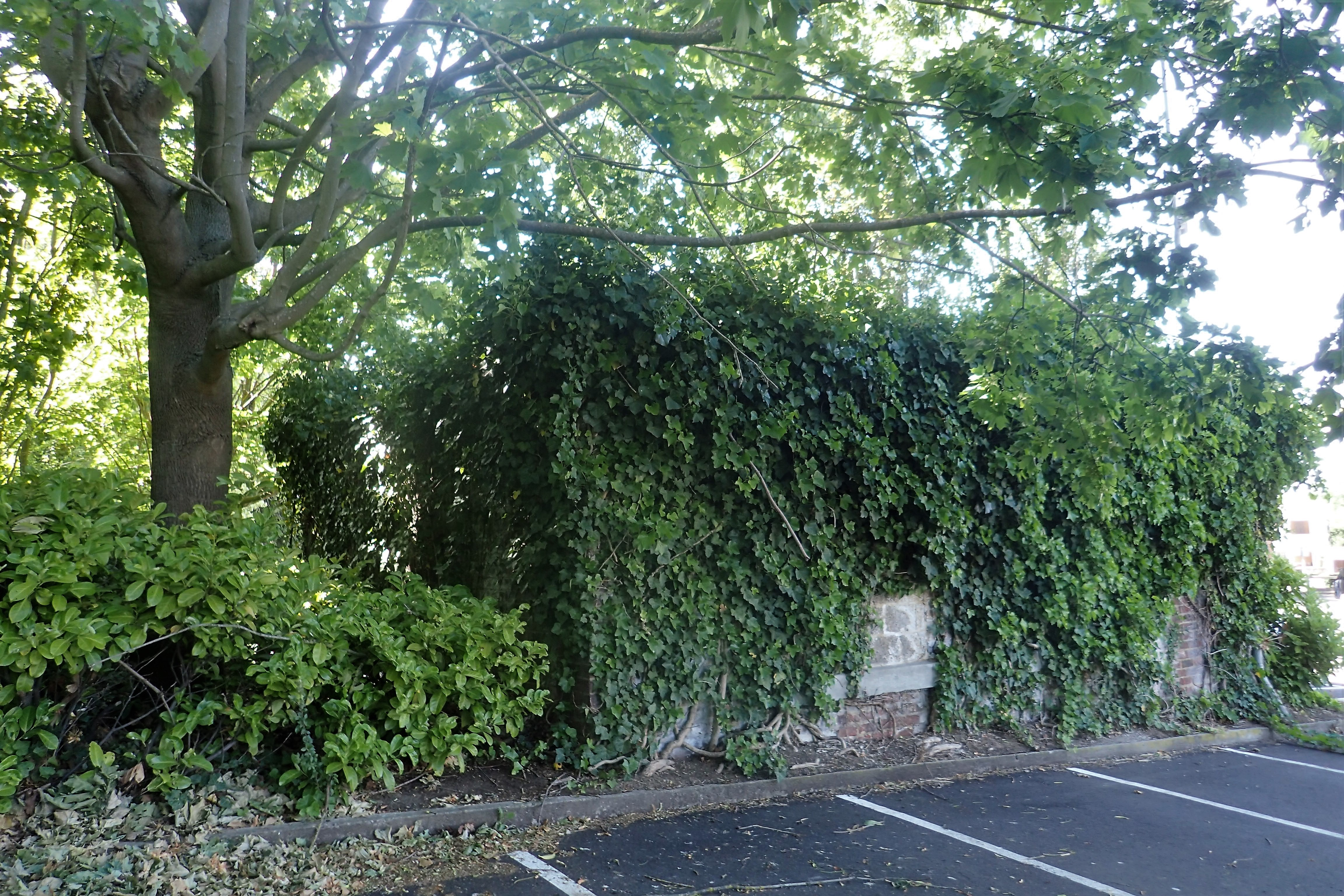
Bunker A7

### In Waals-Brabant
Zowel in Eigenbrakel (4 allen bewaard) en Waterloo (9, waarvan 4 bewaard) zijn anno 2020 nog bunkers bewaard.
Op de Sentier de Beauvegnies in Kasteelbrakel zijn nog bermversterkingen ten behoeve van de tankversperringen zichtbaar.

## Trivia

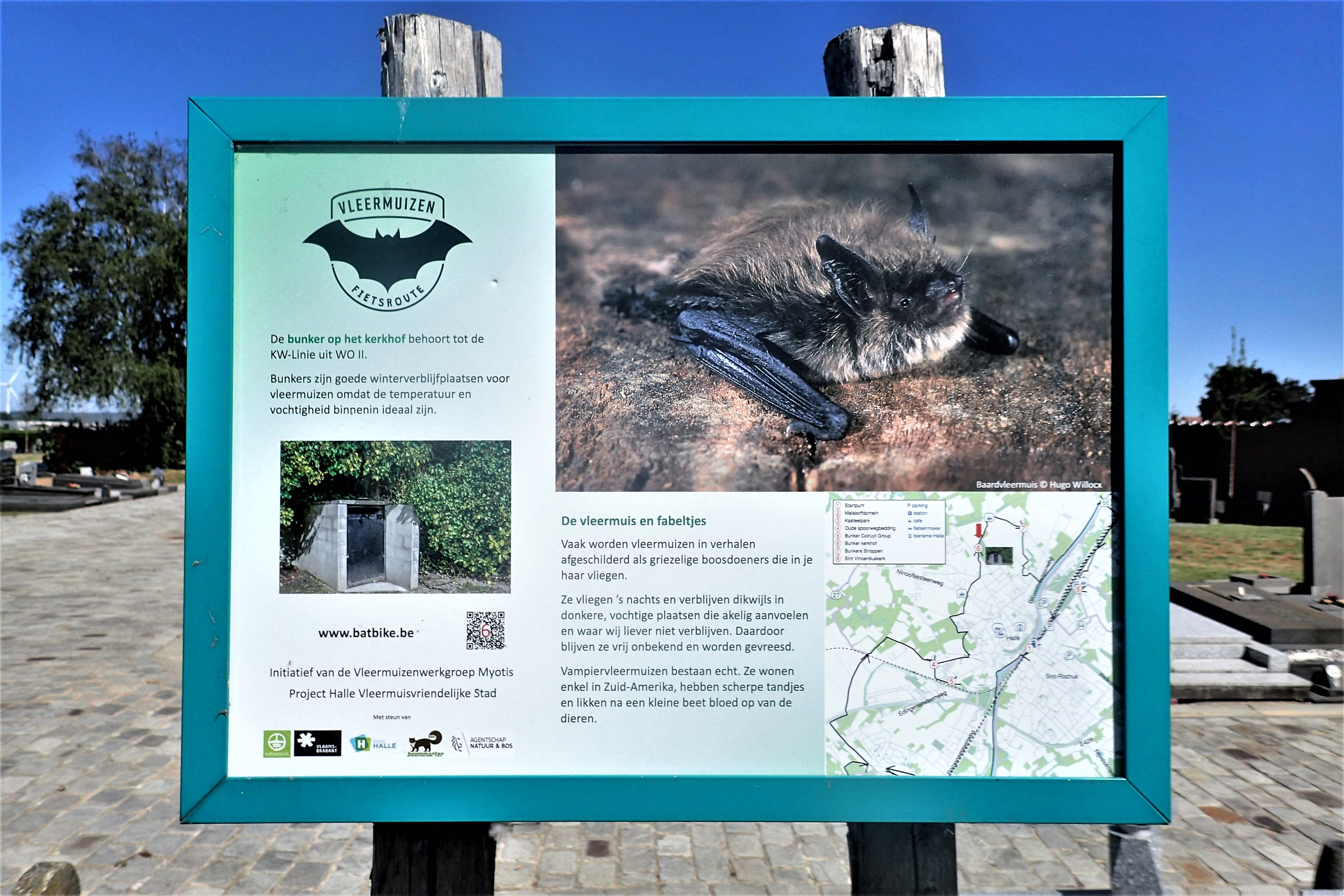
Informatiebord bij bunker A4 in Halle

### Abri
In de Franstalige documenten wordt meestal het woord abri gebruikt bij de beschrijving van de bunkers; soms bâtiment; in Nederlandstalige: schuilplaats en zelfs: lokaal. Dit laatste woord werd bewust gekozen, uit veiligheidsoverwegingen! In de meidagen van 1940 bedoelden de Pamelaars met het woord abri niet alleen "de vier van 't leger" maar iets dat ze zelf gemaakt hadden: een grote put waarover balken, boomstammen, betonnen palen, poutrails enz. gelegd werden; daarop kwam dan een dikke laag aarde.

### Vleermuizen
Vandaag zijn verschillende bunkers ingericht als vleermuizenhotel. Dit is onder andere het geval in Gooik en Halle.

## Referentiewerken en bronnen
1. Wim Tuyteleers, Het Belgische Cointet-element 1936-1940. Tuyteleers (2014), 198. ISBN 9781090171092.
2. Herman Van Herreweghen, Pamelse Oorlogsperikelen. Een bundeling artikels over Pamel en omgeving tijdens de Tweede Wereldoorlog.. Davidsfonds Roosdaal en Erfgoed Roosdaal (2015), pp. 16, 25-26.
3. De Bolle, Hubert, Roosdaal in de marge. IJzeren Muur en bunkers te Pamel. Erfgoed Roosdaal & Davidsfonds Roosdaal. Geraadpleegd op 29 april 2020.
4. (fr) LIGNE K.W. : de Wavre à Leuven et l'extension vers Rixensart. lignekw.blogspot.com. Geraadpleegd op 23 juli 2020.
5. De Fabribeckers: De veldtocht van het Belgisch leger in 1940. D.A.P. Reinaertuitgaven. Zele
6. Oberkommando des Heeres. Denkschrift über die Belgische Landesbefestigung Berlin 1941. Gedruckt in der Reichsdruckerei.
7. Ruben Cornillie, Wat doet die bunker daar? De levensloop van bunkerlinie Waterloo-Ninove, onuitgegeven Masterproef voor het behalen van de graad van Master in de Geschiedenis, Vrije Universiteit Brussel, 2020.